# Stadtbefestigung Hanau
Als Stadtbefestigung Hanau (später auch Festung Hanau) werden die ehemaligen Befestigungswerke der beiden Städte Alt- und Neu-Hanau bezeichnet. Sie entstand vom 13. bis zum 17. Jahrhundert in drei aufeinander folgenden Hauptbauphasen. Die mittelalterliche Stadtbefestigung, angelegt um 1300 und erweitert um 1429, wurde ab 1528 durch eine von Reinhard zu Solms geplante Befestigungsanlage ergänzt, die das Aufstellen von Kanonen ermöglichte. Sie umfasste die Altstadt Hanau und die im 15. Jahrhundert zur Kinzig hin entstandene Hanauer Vorstadt.
Gegen Ende des 16. Jahrhunderts wurde durch die Gründung der Hanauer Neustadt unter Graf Philipp Ludwig II. eine Erweiterung und wesentliche Vergrößerung der Befestigung nach Süden notwendig. Ihre größte Bedeutung erlangte die Festung im Dreißigjährigen Krieg, als sie mehrmals erfolglos blockiert, jedoch zweimal im Handstreich eingenommen wurde. In dieser Zeit hat sie durch Grimmelshausens Simplicissimus Eingang in die Literatur gefunden. Danach verlor sie schnell an Bedeutung, da sie nicht modernisiert wurde; 1806 wurde sie großteils niedergelegt. Heute sind nur noch geringe Reste erhalten, darunter fast vollständig der mittelalterliche Wasserturm und das Frankfurter Tor.

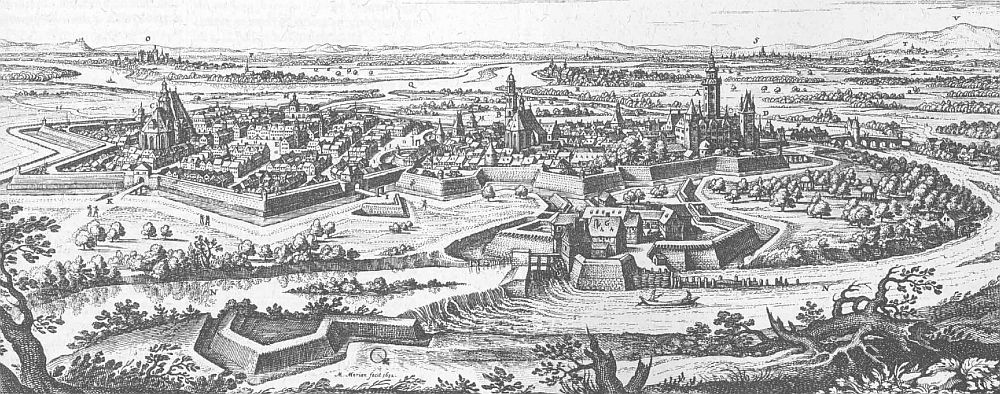
Ansicht Hanaus von Osten im 17. Jahrhundert. Vorne Kinzig und Wehr an der Herrnmühle; von links nach rechts Neustadt, Altstadt, Stadtschloss. (Auszug aus der Topographia Hassiae von 1655)

## Topografie
Hanau liegt nordöstlich der Kinzigmündung in den Main. Von Osten kommend, strebt die Kinzig nicht direkt zum Main, sondern fließt zunächst nach Nordwesten in einem Bogen, heute Krumme Kinzig genannt, um die Altstadt herum und dann nach Südwesten in den Main. Die Kernstadt ist damit an drei Seiten von Wasser umgeben. Diese strategisch günstige Lage wurde von der frühesten Wasserburg bis zu den großen Festungsanlagen der Neuzeit genutzt, indem die Gräben der Stadtmauer durch die Kinzig gefüllt wurden. Von diesen Gräben ist heute nur noch derjenige erhalten, der an der Herrnmühle von der Kinzig abzweigt und durch den Schlossgarten Hanau fließt. Von dem um 1600 angelegten Mainkanal, der ca. 100 Meter flussaufwärts der Kinzigmündung aus dem Main abzweigte und in nordöstlicher Richtung bis zum Hafen (am heutigen Kanaltorplatz) führte, ist nur noch ein kurzer Ansatz vorhanden.
Entlang des Innenstadtrings sind vereinzelt noch Reste von Brücken sichtbar. Auf Plänen des 19. und frühen 20. Jahrhunderts sind dort noch die zugehörigen Gräben zu erkennen, die zum Mainkanal führten. Wasserströme, die nach wie vor durch den Sandboden der Hanauer Innenstadt von der Kinzig zum Main streben, verursachen gelegentlich noch Schwierigkeiten bei Tiefbaumaßnahmen, so beim Bau der Karl-Rehbein-Schule oder der Unterführung am Westbahnhof.
Hanau lag an den Handelsstraßen Frankfurt am Main – Leipzig und Frankfurt am Main – Nürnberg, die die Kinzig westlich der Altstadt zunächst über eine Holzbrücke, ab 1559 über eine steinerne Bogenbrücke überquerten, und war ein wichtiger Marktplatz.

## Bestandteile
Die Befestigungsanlage bestand aus dem im Kern mittelalterlichen Stadtschloss von Hanau, den mittelalterlichen Befestigungsanlagen der Altstadt Hanau, der Renaissance-Befestigungsanlage um Stadtschloss, Alt- und Hospitalvorstadt und dem barocken Festungsring, der Stadtschloss, Alt-, Vor- und Neustadt Hanau umfasste. Alle diese Stadtmauern und Wallanlagen hatten Tore, durch die zum Teil bedeutende Verkehrsverbindungen verliefen, so die Handelsstraßen Frankfurt am Main – Leipzig und Frankfurt am Main – Nürnberg.

## Geschichte

### Mittelalter

#### Schloss und Altstadt

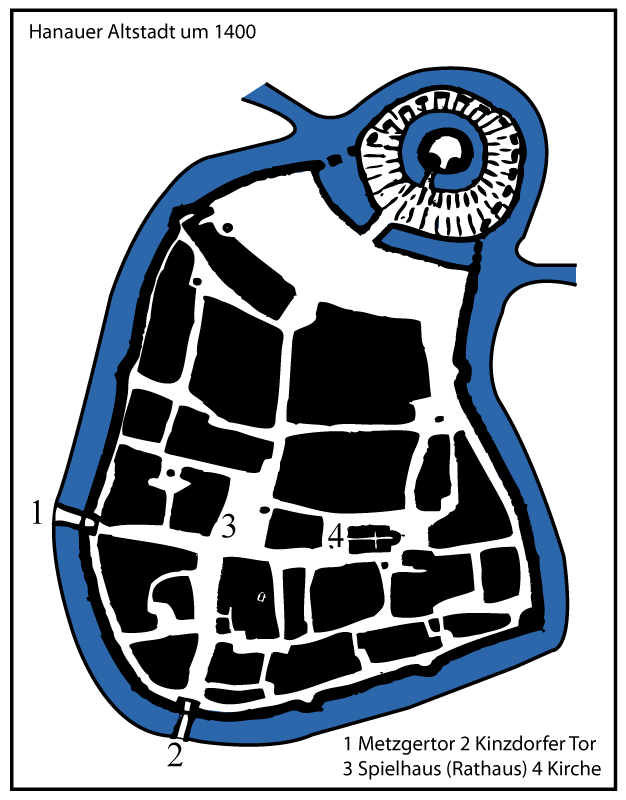
Plan der mittelalterlichen Stadt mit der Burg im Norden

Mit der Anlage einer Burg wurde die günstige Lage im Bogen der Kinzig nachweisbar seit dem Mittelalter genutzt. Vorgeschichtliche und römische Funde liegen aus der Hanauer Kernstadt nur sehr vereinzelt vor.
Nach Lage der Urkunden ist die Errichtung einer Burg, des späteren Stadtschlosses, im 12. Jahrhundert anzunehmen. 1143 nennt sich erstmals ein Dammo de Hagenouwa nach der Burg. Der Name deutet auf einen Haag in der Au. Die Burg selbst wird erstmals 1234 urkundlich erwähnt. Wie sehr viele Burgen von Ministerialen der Region handelte es sich zunächst um eine recht einfache Wasserburg mit zugbrückengeschütztem Tor, Palas, Bergfried und Wirtschaftsgebäuden. Über die Siedlung, die sich im Schutz der Burganlage bildete, liegen aus dieser Zeit noch keine Quellen vor.

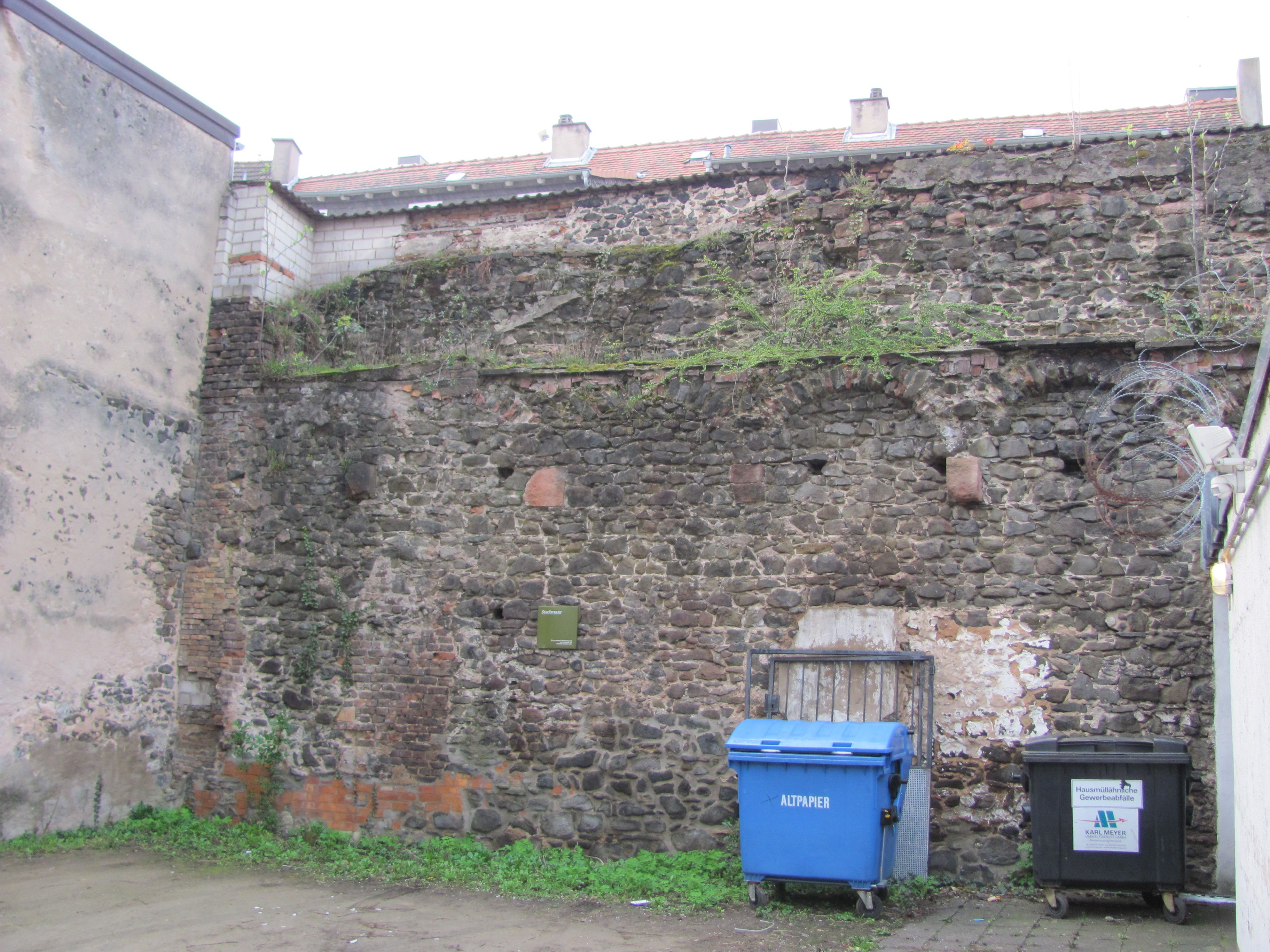
Südliche Altstadtmauer an der Rückseite des ehemaligen Central-Kinos

Die Siedlung wird erstmals 1303 genannt, als König Albrecht I. ihr das Stadtrecht verlieh. Sehr wahrscheinlich dürfte die erste Stadtmauer in diese Zeit datieren. Im Jahr 1338 wird die Kirche im Kinzdorf als „extra muris oppidi Hanawe“ (außerhalb der Stadtmauer Hanaus) liegend genannt. Zu diesem Zeitpunkt muss die Stadtmauer also gestanden haben. Im gleichen Jahr wird erstmals der Wasserturm genannt, Bindeglied zwischen Stadtbefestigung und Burg. Seinen Namen erhielt er von der Lage im Stadt- und Burggraben. Er ist der einzige noch vollständig erhaltene Turm der mittelalterlichen Stadtbefestigung.
Die mittelalterliche Stadt entstand somit im Schutz der Burg, die in Form einer Stadtburg in die Verteidigungsanlagen integriert wurde. Trotzdem war der Übergang zwischen Stadt und Vorburg im Mittelalter keine klar erkennbare Grenze. Neben den Wirtschaftsgebäuden der Burg befanden sich südlich daran anschließend zahlreiche Höfe der Burgmannen, die nicht der städtischen Gerichtsbarkeit unterstanden, sondern Lehen des Burgherrn waren. Diese so genannte Burgfreiheit nahm einen wesentlichen Teil der Hanauer Altstadt ein, wahrscheinlich bis zur Johanneskirchgasse und zum Johanneskirchplatz.
Der Wachdienst auf der Stadtmauer (und in den Straßen) war vornehmlich eine Angelegenheit der Bürgerschaft.

#### Befestigung der Hospitalvorstadt
Vor dem Metzgertor, also an der Straße in Richtung Frankfurt am Main, entwickelte sich im 15. Jahrhundert eine Siedlung, die „Hospitalvorstadt“. Der Name entstand später nach dem Alt-Hanauer Hospital, das hier Ende des 16. Jahrhunderts einen Neubau erhielt. Die Befestigung dieser Hospitalvorstadt war eine eigene Mauer, erwähnt erstmals 1429. Deren Auslass in Richtung Frankfurt war das (später so genannte) Hospitaltor. Sie wurde erst mit der Renaissance-Befestigung des 16. Jahrhunderts in den die Stadt umgebenden Mauerring einbezogen. Vor dem Tor entstand im gleichen Jahrhundert erneut eine Siedlung entlang der Straße nach Frankfurt, die (nun zweite) „Vorstadt“, die heute noch diesen Namen trägt.

### Frühe Neuzeit

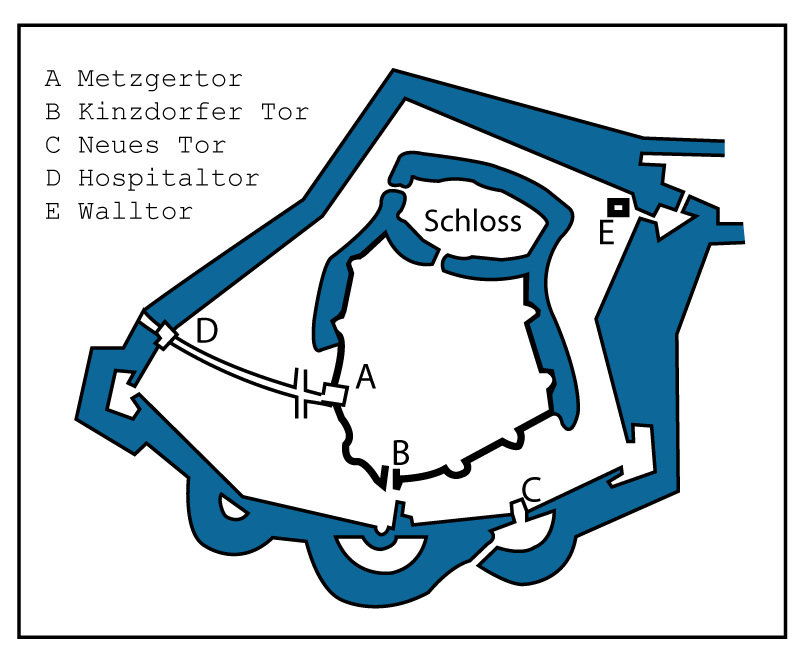
Burg und erweiterte Stadt Hanau um 1550

Mit Planungen mindestens seit 1522 und einem Baubeginn 1528 begann unter der Regierung des Grafen Philipp II. von Hanau-Münzenberg eine Neubefestigung der Stadt Hanau, die unter seinem Sohn, Graf Philipp III. von Hanau-Münzenberg und während dessen Minderjährigkeit durch den Regenten, Graf Balthasar von Hanau-Münzenberg fortgesetzt wurde. Verteidigungstechnisch war dies durch die entstandene Artillerie erforderlich geworden. Bis dahin gab es kaum wirksame Fernwaffen, die in der Lage waren, eine entsprechende Mauer zu zerstören. Deshalb galt es vor allem, den Gegner davon abzuhalten, der Mauer nahezukommen, was ihm überhaupt erst ermöglichte, sie physisch anzugreifen. Ein mittelalterlicher Mauerring umschloss kürzest möglich das zu schützende Areal. So war die günstigste Relation zwischen Baukosten und Verteidigungszweck zu erzielen. Er hatte Annäherungshindernisse, wie vorgelagerte Gräben.
Die neue Befestigung wurde unter der Leitung des Grafen Reinhard zu Solms nach den neuesten Erkenntnissen der Zeit gestaltet, wobei die Südseite der Befestigung mit drei Rondellen und zwei Eckbastionen mit Sicherheit nach seinem Entwurf ausgeführt wurden. Diese Renaissancefestung trug der Artillerie – sowohl in der Verteidigung als auch im Angriff – Rechnung. Verstärkt wurde auf Wälle und Bastionen gesetzt, die breit genug waren, um Platz für Geschütze zu bieten. Außerdem ermöglichten vorgelagerte Bastionen, den Feind zu beschießen, bevor er selbst nahe genug an die Festung gelangte, um deren Anlagen mit seinen Geschützen zu bedrohen. Die Arbeiten an der neuen Festungsanlage galten vornehmlich der Südflanke, also dem Bereich der heute vom Freiheitsplatz eingenommen wird. Sie dauerten bis etwa 1540. Die Bereiche im Norden, um das Stadtschloss wurden erst 1614 angegangen.
Auch jetzt war der Wachdienst auf der Mauer (und in den Straßen) von Hanau noch vornehmlich eine Angelegenheit, die die Bürgerschaft der Stadt zu stellen hatte, auch wenn in besonderen Situationen der Graf zusätzliche Bewaffnete zur Verfügung stellte.

### Befestigung der Neustadt

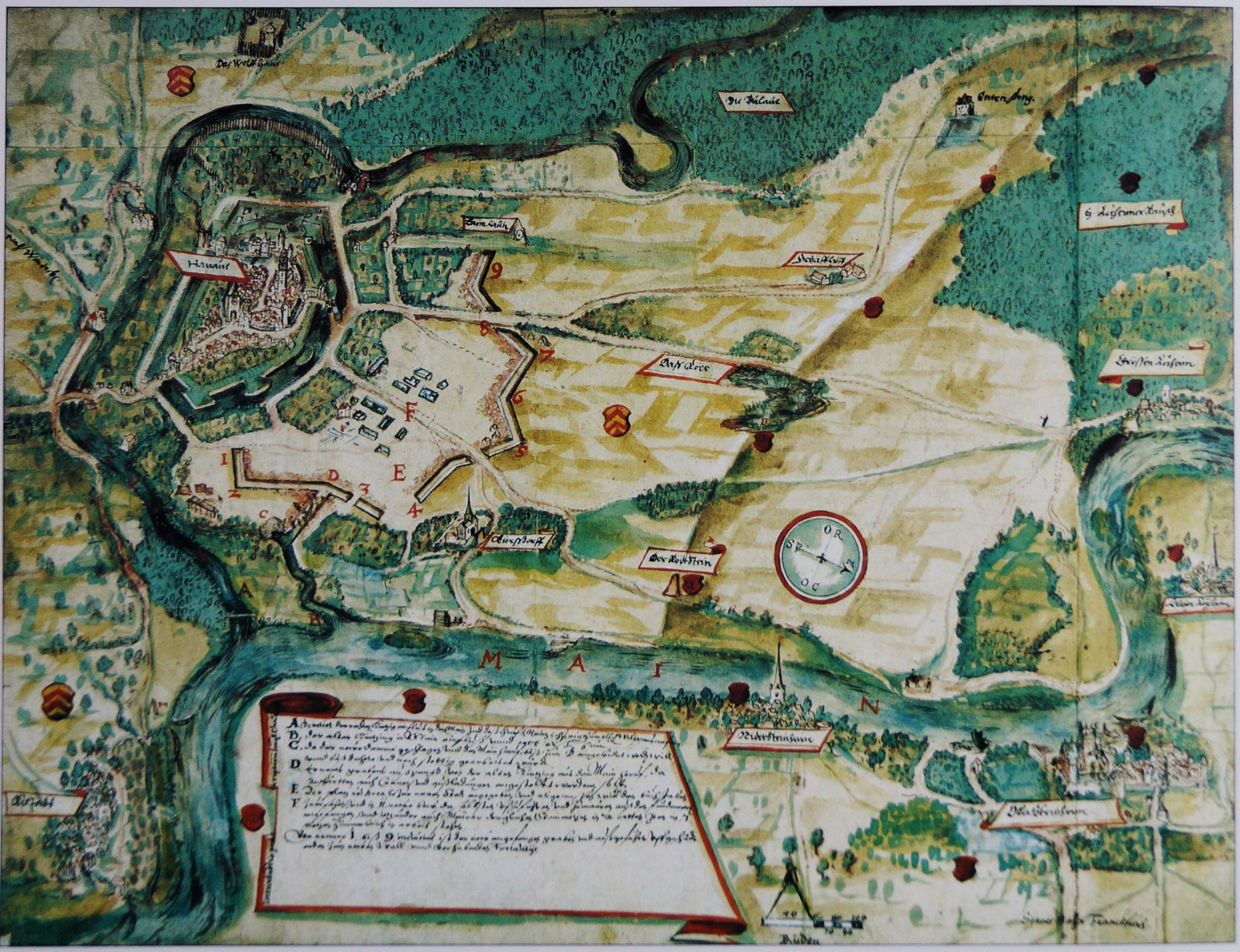
Grenzverlauf zwischen dem Erzbistum Mainz und der Grafschaft Hanau, gezeichnet wegen rechtlicher Auseinandersetzungen anlässlich der Gründung der Neustadt Hanau 1597. Links von der Bildmitte die im Bau befindliche Neustadt.

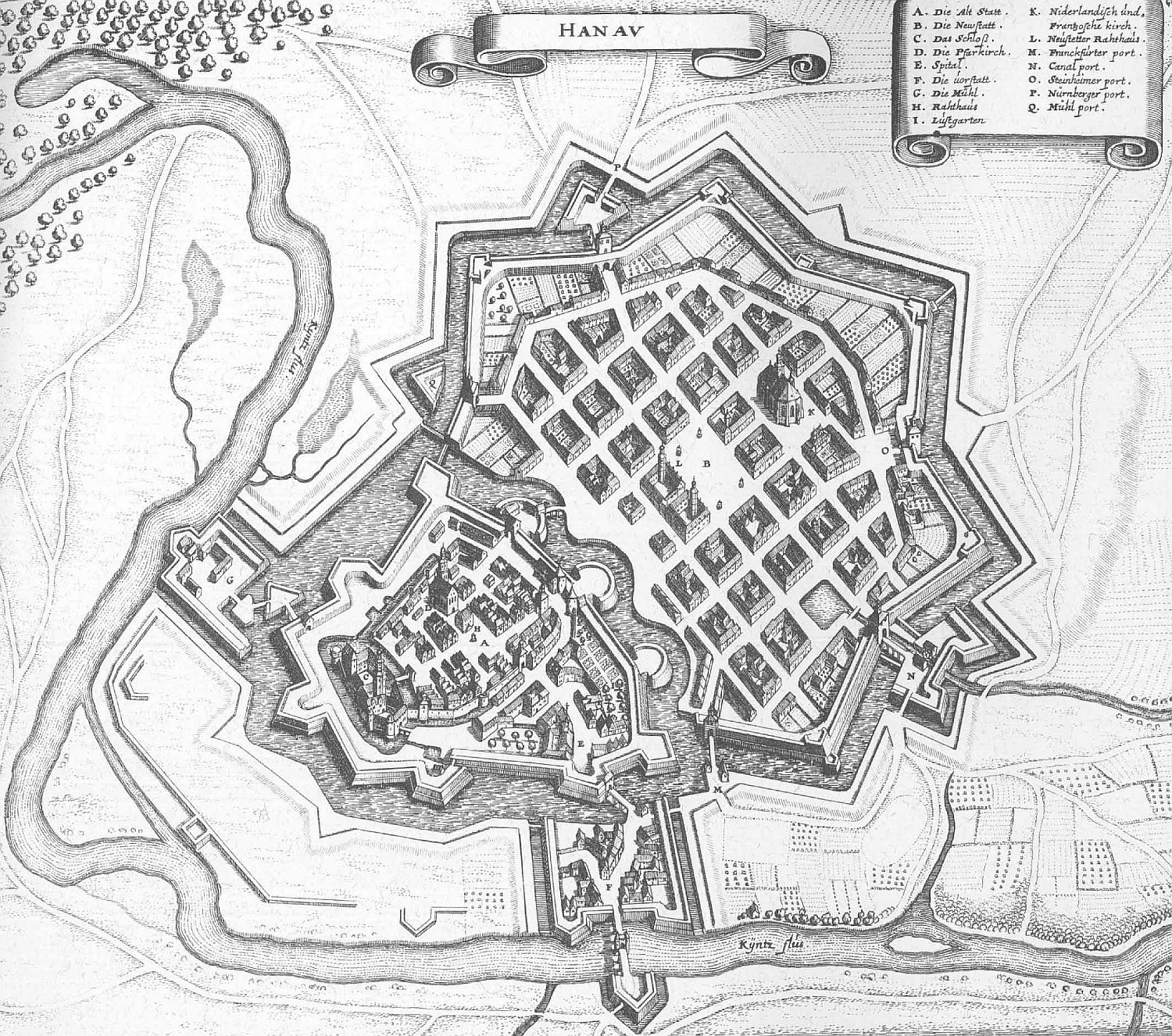
Hanau – Auszug aus der Topographia Hassiae von Matthäus Merian 1655, rechts die Neustadt

#### Ursprüngliche Befestigung
Am 1. Juni 1597 schloss Graf Philipp Ludwig II. von Hanau-Münzenberg einen Vertrag mit calvinistischen Flüchtlingen aus Frankreich und den Spanischen Niederlanden, die Kapitulation der Neustadt Hanau, sich in Hanau niederzulassen. Die Kapitulation wurde 1604 durch ein Transfix der Neustadt Hanau ergänzt. Sie ist der Gründungsakt für die Neustadt Hanau. Der Graf stellte das Baugelände vor der Hanauer Altstadt zur Verfügung – gegen den Widerstand des Erzbischofs von Mainz, der die Fläche als mit einem ihm zustehenden Wildbann belegt sah – und bezahlte die Infrastruktur, insbesondere die Befestigungsanlage, was ein Zugeständnis des Landesherrn an die Neubürger war. Der Entwurf der Festungsanlage um die neue Stadt stammte von Nicolas Gillet, maßgeblicher Baumeister der Anlage war – bis zu seinem Tod 1607 – René Mahieu. Diese moderne barocke Befestigung, lehnte sich im Norden an die südliche Befestigung der Altstadt an. Die planmäßige Anlage der Stadt legte ein regelmäßiges, schachbrettartiges Straßennetz fest, das die Hanauer Neustadt bis heute prägt und heute unter Denkmalschutz steht, der ehemalige Festungsring zeichnet sich heute noch in einem im Westen, Süden und Osten um die Neustadt verlaufenden Straßenring ab. Da die gräflichen Ressourcen aber – wie sich herausstellte – für einen schnellen Fortgang der Befestigungsarbeiten nicht ausreichten, übernahmen die Neubürger ab 1601 für drei Jahre den Weiterbau. Dafür ließen sie sich alle gräflichen Einnahmen aus der Neustadt übertragen und erhielten einen jährlichen Zuschuss von 1.500 fl. aus der landesherrlichen Kasse. Anschließend übernahm der Graf erneut den Weiterbau.
Im Dezember 1603 erließ Philipp Ludwig II. ein Privileg zur Ansiedlung einer jüdischen Gemeinde in Hanau. Im Zwischenraum zwischen der mittelalterlichen Befestigung der Altstadt und der ihr vorgelagerten Renaissance-Befestigung, im Bereich des mittelalterlichen Zwingers, wurde die Judengasse (heute: Nordstraße), als Ghetto errichtet. Diese Gemeinde war direkt der gräflichen Verwaltung unterstellt, nicht einer der beiden Stadtverwaltungen von Alt- oder Neustadt Hanau, der Altstadt Hanau allerdings kopfsteuerpflichtig.
Der Wachdienst auf der Befestigung wurde nun sowohl durch die Bürgerschaft der Stadt als auch durch die Garnison, die der Landesherr unterhielt, wahrgenommen.

#### Dreißigjähriger Krieg
Ihre größte militärische Bedeutung erlangte die Stadtbefestigung Hanau im Dreißigjährigen Krieg. Sie war mehrfach umkämpft und wurde zweimal erobert – allerdings durch militärische Handstreiche, nicht weil die Befestigungsanlagen unzureichend gewesen wären. Gleich zu Beginn des Krieges wurde die Befestigung verstärkt: 1615 wurde das „Rote Tor“ fertiggestellt und die Kinzigbrücke mit einem Torturm, dem Margarethenturm, versehen, der auf dem – von der Stadt aus gesehen – zweiten Brückenpfeiler errichtet wurde. Der Bau der Festung war 1619 abgeschlossen.
Graf Philipp Moritz (1605–1638) war zunächst mit dem Kaiser verbündet und hatte seit März 1630 eine Kaiserliche Garnison. Diese wurde in der Nacht vom 10. auf den 11. November 1631 durch den schwedischen Oberstleutnant Christoph Hubald vertrieben, offenbar bereits mit Einverständnis des Grafen, der die Seiten wechselte und sich mit König Gustav Adolf von Schweden verbündete. Dieser begann sofort damit, die bestehenden Schwächen der Festung zu beseitigen und sie zu verstärken. Insbesondere wurde aller höherer Bewuchs im Umfeld der Festung beseitigt, ebenso Sichthindernisse wie die Mauern des Kinzdorffriedhofs und des Französischen Friedhofs. Die Schweden errichteten Ravelins, auf die bis dahin verzichtet worden war, verstärkten die vorspringenden Ecken der Hauptbefestigung, vor den verbliebenen genutzten Toren – zumindest aber vor dem Nürnberger Tor – wurden Lünetten angelegt, das Kanaltor mit einem Hornwerk versehen, die Fortifikation der Kinzigbrücke 1634 / 1635 ebenfalls mit einem Hornwerk, in die Befestigungsanlagen einbezogen und dem Wassergraben ein Glacis vorgelegt. In die gleiche Phase – inzwischen hatte in Hanau General Jakob von Ramsay die Befehlsgewalt übernommen – gehörte ein Ausbau der Contrescarpe, also der äußeren Grabenböschung. Über die Anlage der Befestigung gab es – wie oft in Baufragen hinsichtlich der Befestigung – heftigen Streit zwischen der Alt- und der Neustadt.

##### Der abenteuerliche Simplicissimus
Aus der Zeit des Dreißigjährigen Krieges liegt mit dem „Simplicissimus“ des Hans Jakob Christoffel von Grimmelshausen ein herausragendes literarisches Zeugnis über die Festung Hanau vor:

„Der Pfarrer zögerte mich auf in seinem Losament bis zehn Uhr, ehe er mit mir zum Gouverneur ging, ihm meinen Entschluß zu sagen, damit er bei demselben, weil er ein freie Tafel hielt, zu Mittags ein Gast sein könne; denn es war damals Hanau blockiert und ein solche klemme Zeit bei dem gemeinen Mann, bevorab den gedehnten Leuten in selbiger Festung, daß auch etliche, die sich etwas einbildeten, die angefrornen Rübschalen auf der Gassen, so die Reichen etwa hinwarfen, aufzuheben nit verschmäheten.“

„Hierauf erzählte der Hofmeister vor der Tafel, daß ich neulich vom Bollwerk oder Wall heimkommen und gesagt: Ich wüßte wo der Donner und Blitz herkäme, ich hätte große Blöcher auf halben Wagen gesehen, die inwendig hohl gewesen, in dieselben hätte man Zwiebelsamen samt einer eisernen weißen Rüben, welcher der Schwanz abgeschnitten, gestopft, hernach die Blöcher hintenher ein wenig mit einem zinkigen Spieß gekitzelt, davon wäre vornenheraus Dampf, Donner und höllisch Feuer geschlagen. Sie brachten noch mehr dergleichen Possen auf die Bahn, also daß man schier denselben ganzen Imbiß von sonst nichts als nur von mir zu reden und zu lachen hatte. Solches verursachte einen allgemeinen Schluß zu meinem Untergang, welcher war, daß man mich tapfer agieren sollte, so würde ich mit der Zeit einen raren Tischrat abgeben, mit dem man auch den größten Potentaten von der Welt verehren, und die Sterbenden zu lachen machen könnte.“

##### Belagerung von 1635/36

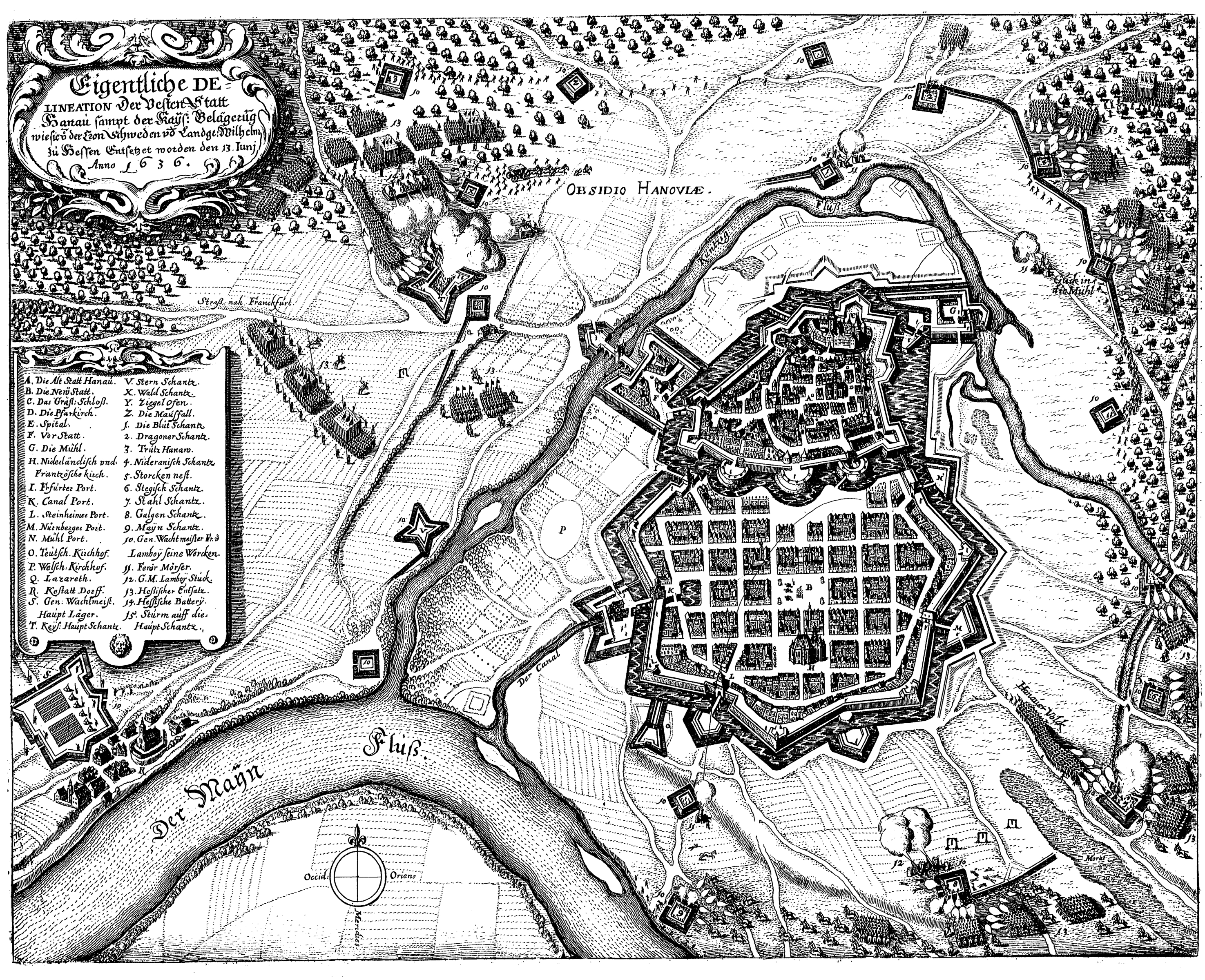
Belagerung und Entsatz der Festung Hanau 1636 im Theatrum Europaeum von Matthäus Merian.

Der Aufenthalt des Simplicissimus in Hanau ist angesiedelt nach der Schlacht bei Nördlingen und vor der Belagerung von 1635/36. In der Folge geriet die Stadt und Festung Hanau mit ihrer Besatzung in eine schwierige Lage, als sich die protestantische Partei aus Süddeutschland weitgehend zurückgezogen hatte. Hanau bildete zu Beginn des französischen Eingreifens das Bindeglied zwischen den antihabsburgischen Truppen am Oberrhein unter Bernhard von Weimar und dem schwedischen Heer in Nordostdeutschland unter Johan Banér. Die Festung war isoliert und umgeben von Territorien, die sich den Kaiserlichen angeschlossen hatten. In der Folge wurden zunächst die unbefestigten Dörfer des Hanauer Landes geplündert. Auch die schwedische Besatzung war ihrerseits dazu übergegangen, sich Verpflegung und Nachschub durch Plünderungen zu verschaffen. General Ramsay überzog von der Festung Hanau aus die Region mit dem Kleinen Krieg und verübte Handstreiche auf von kaiserlichen Truppen gehaltene Orte wie Wächtersbach, Gelnhausen und Staden. Später plünderte er auch benachbarte Städte wie Seligenstadt und Steinheim und versuchte erfolglos, die Burg Breuberg zu besetzen.
Im September 1635 begannen die Kaiserlichen unter Guillaume de Lamboy deshalb, Hanau zu belagern. Das kaiserliche Hauptlager befand sich bei Kesselstadt, vorwiegend entlang des Kinzigbogens wurden zahlreiche Schanzen angelegt. Lamboy selbst nahm Quartier im Schloss Steinheim. Doch wurde wenig unternommen, um die Stadt etwa im Sturm zu nehmen. Es fehlte den kaiserlichen an schwerer Artillerie, so dass die Belagerung eher einer Blockade glich. Man hoffte auf eine kampflose Übergabe. In der Stadt herrschte Mangel an Verpflegung, die Pest und in die Stadt geflüchtete Bewohner des Umlandes verschärften die Lage zusätzlich.
Der Hanauer Archivar Johann Adam Bernhard fasste die Zustände in der belagerten Stadt etwa 100 Jahre später wie folgt zusammen, indem er sich auf den Aufsatz eines älteren Bürgers bezog:

„… Wurden auch einige Pferde, welche wol gehalten, von freund und feind niedergeschoßen, fielen die arme leuthe auß und brachten so viel wie möglich zu ihrem unterhalt stückweiß herein. Wie sie dann auch esels, hund und ander fleisch gekochet und auf dem Marck fast täglich verkaufet. Katzen waren vor Wildpret außgefangen, etliche Fleischbegierige handelten dem Scharfrichter gedörret Schindfleisch ab. Allerley Kräuter ohne unterschied wurden von den armen einwohnern und eingeflüchteten gesamlet und ohngesalzt und geschmälzt gegeßen, auß welchem unnatürlichen Speißegebrauch hernach so viele 100 menschen schwere Kranckheiten, Lähme, Scharbock und Faulung erlitten, auch etliche auf der Gaß verschmacht und niedergefallen...“

Nach neunmonatiger Belagerung rückte im Juni 1636 ein hessisch-schwedisches Entsatzheer unter Landgraf Wilhelm V. von Hessen-Kassel (1602–1637) – er war mit Amalie Elisabeth von Hanau-Münzenberg (1602–1651) verheiratet – und dem schwedischen General Leslie heran und befreite die Stadt. Seitdem wurden jährlich Dankgottesdienste abgehalten, aus denen sich ab 1800 das Lamboyfest entwickelte.

##### Eroberung durch Handstreich

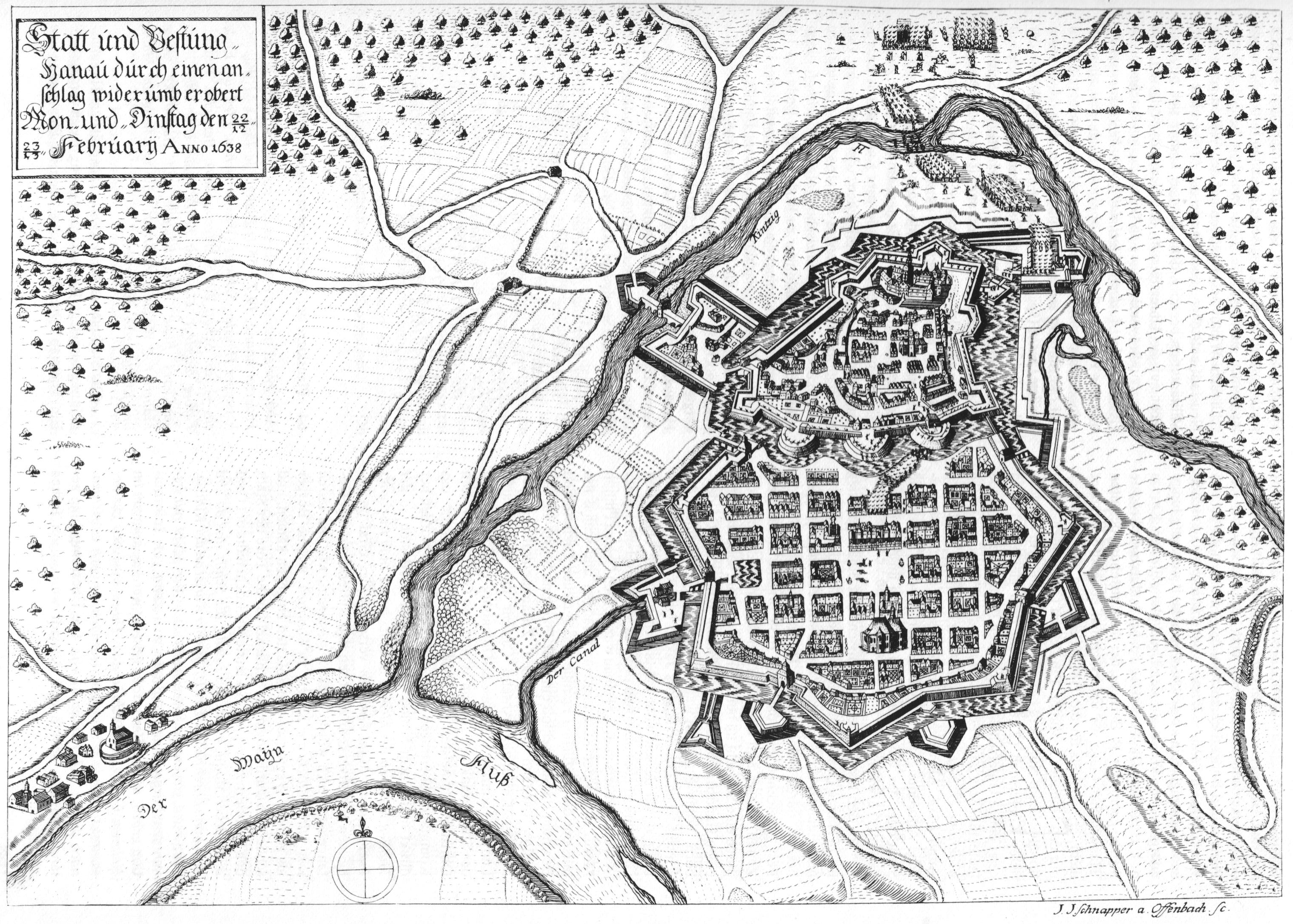
Eroberung Hanaus im Handstreich, Kupferstich aus dem 17. Jahrhundert

Graf Philipp Moritz (1605–1638) war nach der Schlacht bei Nördlingen mit seiner Familie zunächst in die Niederlande geflohen. Der schwedische Stadtkommandant, General Jakob von Ramsay, verblieb aber in der Festung Hanau, auch als es Graf Philipp Moritz 1637 gelang, sich mit dem Kaiser auszusöhnen, wieder auf dessen Seite zu wechseln und nach Hanau zurückzukehren. General Ramsay setzte den Grafen einfach in seinem Schloss in Hanau fest.
In dieser Situation bemächtigten sich am 12. Februar 1638 durch einen militärischen Handstreich, getragen von befreundeten Mitgliedern des Wetterauer Grafenvereins und durchgeführt durch den Major Johann Winter und Ludwig Heinrich von Nassau-Dillenburg, mit dem Grafen befreundete Mächte der Festung. Am frühen Morgen drangen Winters Soldaten an der Herrnmühle in die Festung ein, befreiten zunächst den im Stadtschloss festgesetzten Grafen und besetzten die Befestigungswerke der Altstadt. Die Besatzung geriet dadurch in eine aussichtslose Lage, weil die Neustadt gegenüber der Altstadt unbefestigt war. General Ramsay wurde nun selbst verhaftet und nach Dillenburg gebracht, wo er eineinhalb Jahre später den Verletzungen, die er bei dieser Aktion erlitten hatte, erlag.

### 18. Jahrhundert
Nach dem Dreißigjährigen Krieg unterblieb eine Modernisierung der Festung etwa im Sinne Vaubans. Gelegentlich wurden Reparaturen ausgeführt. Aber bereits in der zweiten Hälfte des 18. Jahrhunderts war die Festung völlig veraltet und wurde aus militärischen Gründen nicht mehr unterhalten, begann also in weiten Teilen zu verfallen.
In den Jahren nach 1767 wurden unter der Regierung des Erbprinzen Wilhelm (des späteren Landgrafen Wilhelm IX. und Kurfürsten Wilhelm I.) von Hessen-Kassel die Befestigungsanlagen zwischen Alt- und Neustadt Hanau niedergerissen, wodurch Paradeplatz und Esplanade (heute: Freiheitsplatz) entstanden. Bei Bauarbeiten auf dem Platz werden immer wieder archäologische Spuren dieser Anlagen freigelegt.

### 19. Jahrhundert
Auf Befehl Napoleons vom 5. November 1806 – die Franzosen waren am 3. November in Hanau einmarschiert – wurde die Festung Hanau im Winter 1806/1807 weitgehend geschleift. Insbesondere wurden alle Festungswälle abgetragen. Der Neubau einer zeitgemäßeren und wesentlich größeren Festung scheiterte in den Jahren 1813/1814 am Geiz des Kurfürsten, dem Widerstand der Bevölkerung und der veränderten strategischen Situation nach den Ereignissen der beiden Jahre.
Die Tore standen in der folgenden Zeit zum Teil noch einige Jahre, wurden dann aber auch abgebrochen. Die Arbeiten zogen sich letztendlich bis 1829 hin, als die mittelalterlichen Teile der Burg Hanau niedergelegt wurden. Einzig das repräsentative Torgebäude des Frankfurter Tors wurde nicht abgerissen. Die Beseitigung der Festungsanlagen wurde von den Bürgern der Stadt begrüßt. Sie gewannen so in unmittelbarer Nähe der Stadt Flächen, die zunächst in der Regel gärtnerisch genutzt wurden. Ab 1886 wurden neue Straßendurchbrüche angelegt und es entstanden geschlossen bebaute „Außenviertel“.

## Anlagen

### Mittelalterliche Befestigungen

#### Befestigung des Stadtschlosses

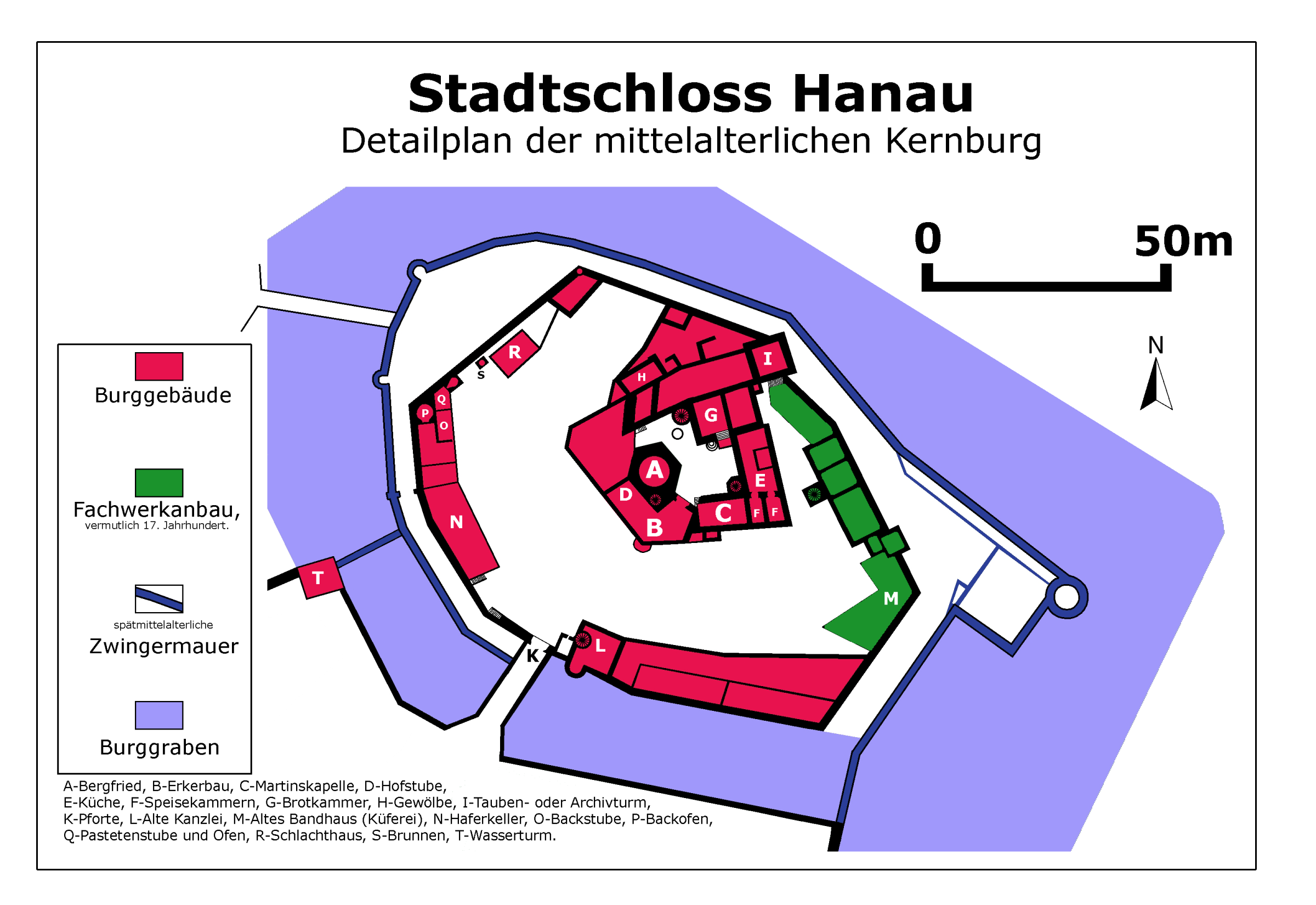
Detailplan der spätmittelalterlichen Kernburg

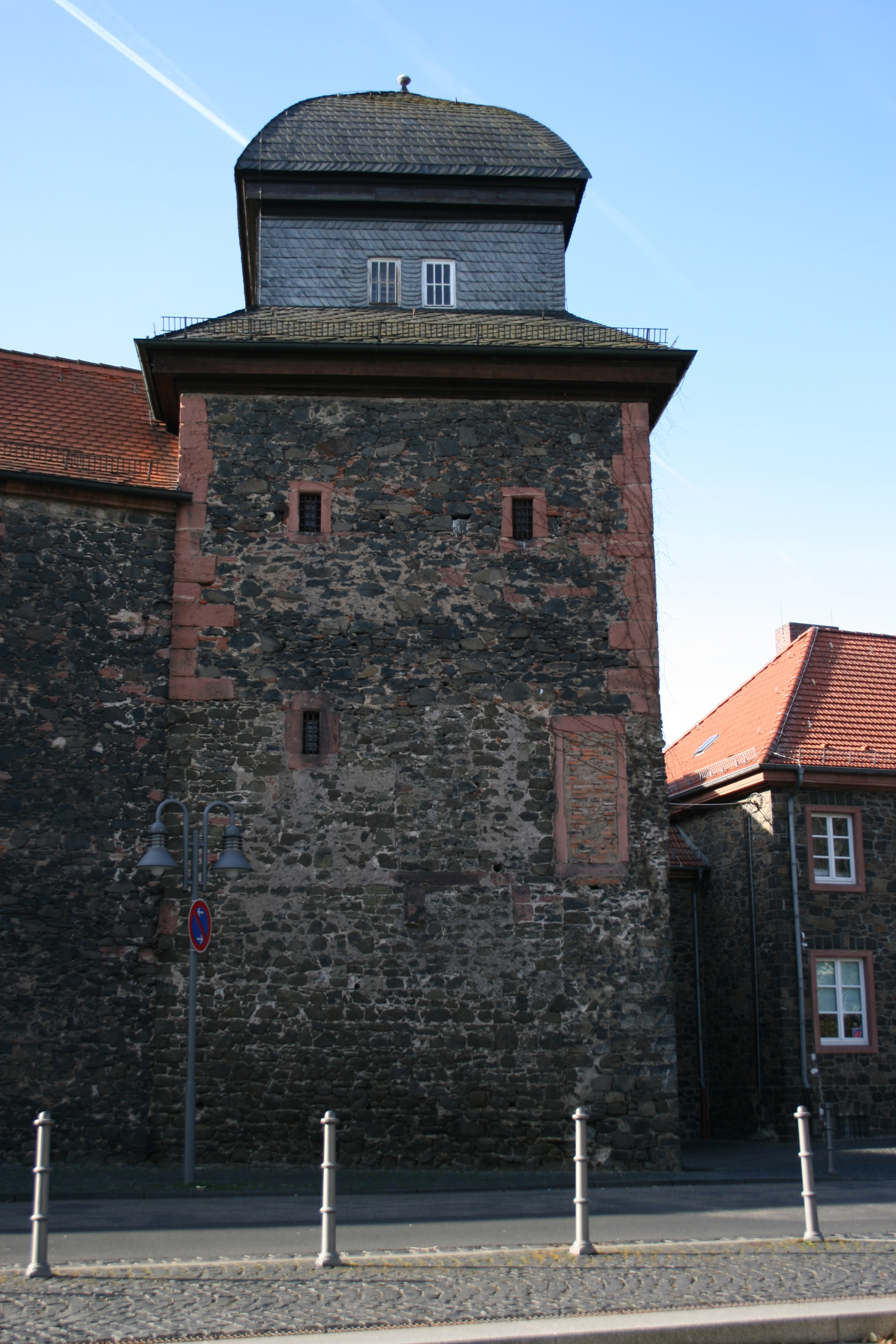
Der Wasserturm: Rechts ist auf mittlerer Höhe eine zugemauerte Tür zu erkennen, der Anschluss zum Wehrgang

Die Burg von Hanau war eine Wasserburg, die auf einer Insel in einem weiten Bogen, den die Kinzig von Osten kommend hier nach Süden beschreibt, lag, im südlichen Bereich des heutigen Schlossgartens, nördlich der Stadthalle auf einer Höhe von etwa 104 m ü. NN. Sie wurde von den Herren von Hanau-Buchen im 12. Jahrhundert errichtet. Als Bauherr gilt Dammo von Hagenowe, der 1143 erstmals in einer Mainzer Urkunde genannt wird. Nächstgelegener Ort war zunächst die südlich am Main gelegene Fischersiedlung und spätere Wüstung Kinzdorf. In den Jahren nach 1170 übernahmen dann die Herren von Hanau-Dorfelden die Burg. Vermutlich handelte es sich bei dieser ersten Burg um eine Reihe von Gebäuden, einschließlich eines Bergfrieds, die einen kleinen Hof umschlossen. Die Burg wird als „Castrum in Hagenowen“ erstmals 1234 in einer Urkunde genannt. Von der Baugeschichte der Burg Hanau im Mittelalter ist wenig bekannt. Archäologische Grabungen in den Jahren 2001 und 2002 haben Teile der Stützmauer des Burggrabens freigelegt, die auf einem Holzrost aus Eiche gründete. Dieses konnte dendrochronologisch auf das Jahr 1302 datiert werden. Die ursprüngliche Verteidigungsanlage bestand wohl aus Mauer und Graben. Ein weiterer Turm an der Nordostseite, der sogenannte Archiv- oder Taubenturm, lässt sich spätestens für das Jahr 1375 nachweisen. Er schützte die Burg an der Feldseite.
Im Laufe des 15. Jahrhunderts wurde die Burg dauerhaft Hauptresidenz der Herren und Grafen von Hanau. Damit gingen verschiedene bauliche Erweiterungen einher: Die Burg erhielt im ausgehenden Mittelalter einen Zwinger an der der Stadt abgewandten Seite. Dazu gehörte ein Rundturm an der Ostseite mit glockenförmiger Haube. An der Westseite befanden sich vorwiegend halbrunde Schalentürme. Später erweiterten die Grafen Philipp Ludwig II. (1576–1612), Philipp Reinhard (1664–1712) und Johann Reinhard III. (1665–1736) die Burg in Richtung Stadt, wobei die Wehranlagen, die noch zwischen Vorburg und Burg bestanden hatten, aufgegeben wurden.

#### Befestigung der Vorburg
Die Vorburg war wohl bis ins 16. Jahrhundert durch eine Mauer von der Altstadt getrennt. Dabei handelte es sich aber offensichtlich nicht um eine Verteidigungsanlage, sondern um eine Abgrenzung der getrennten Rechtsbezirke von Stadt und Burg.

#### Befestigung der Altstadt

##### Befestigungsring

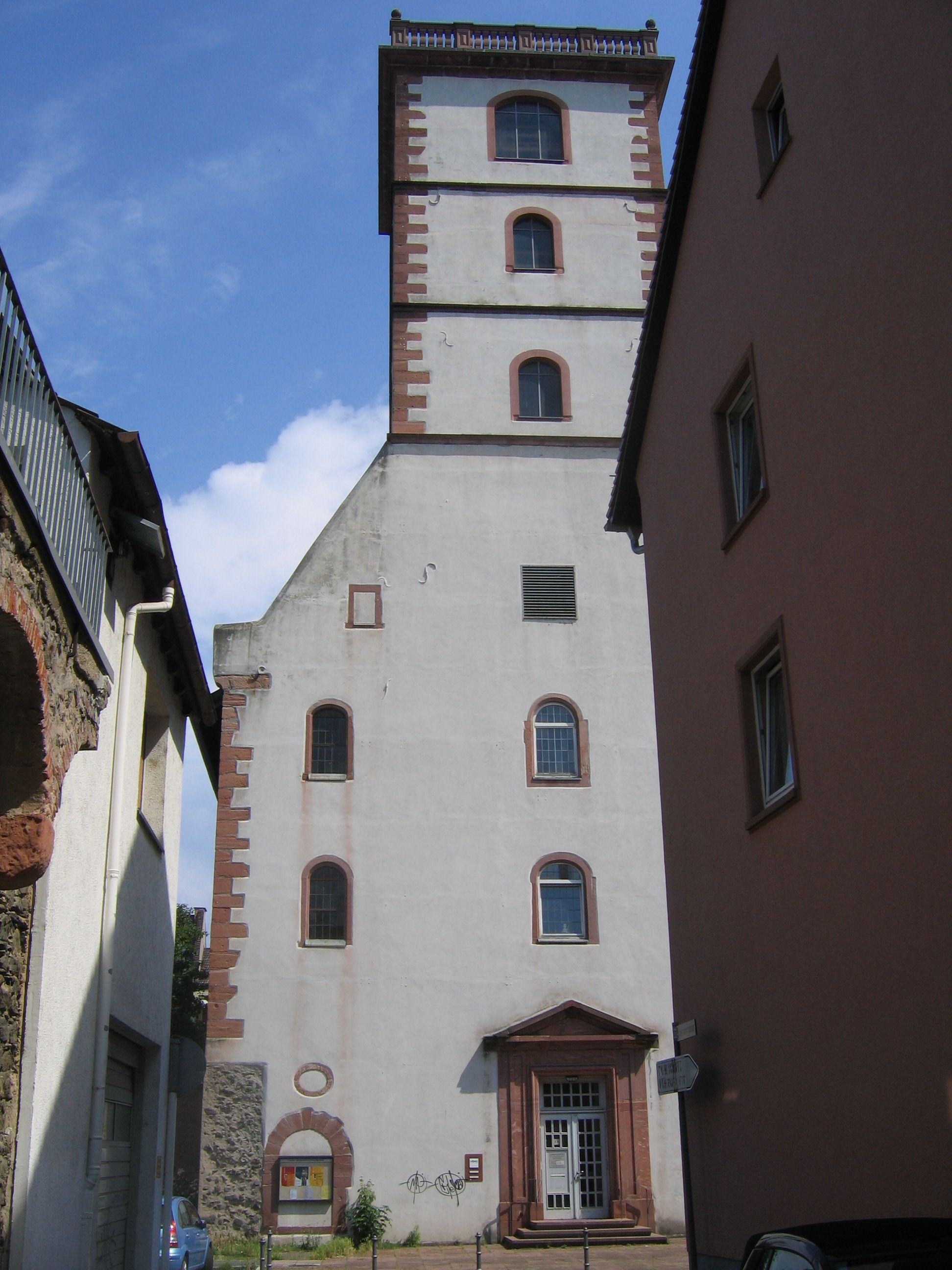
Alte Johanneskirche, Südseite. Links unten ist der für die Südwand genutzte Rest der mittelalterlichen Stadtmauer zu erkennen

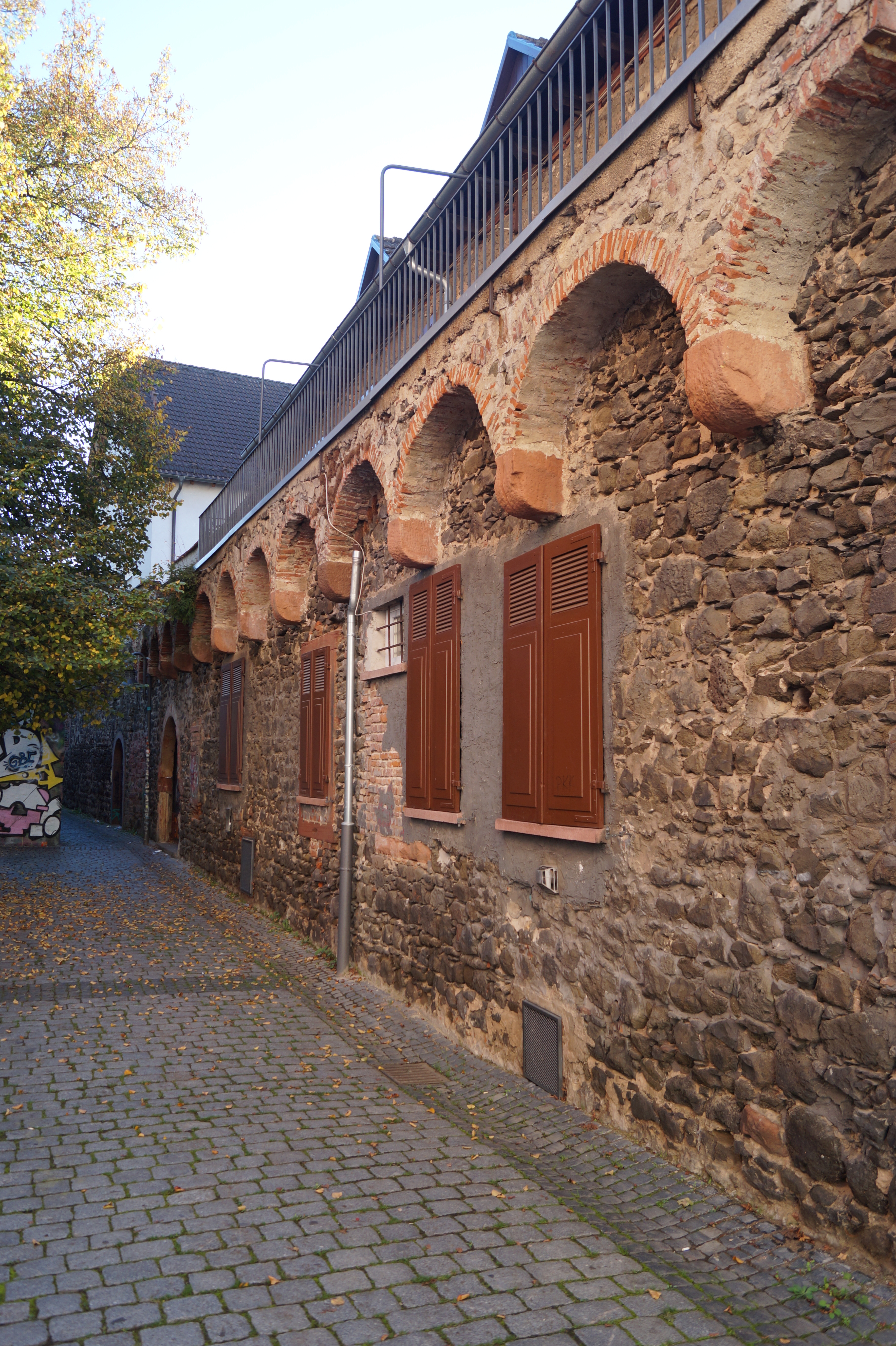
Rest der Stadtmauer im Schlendergässchen

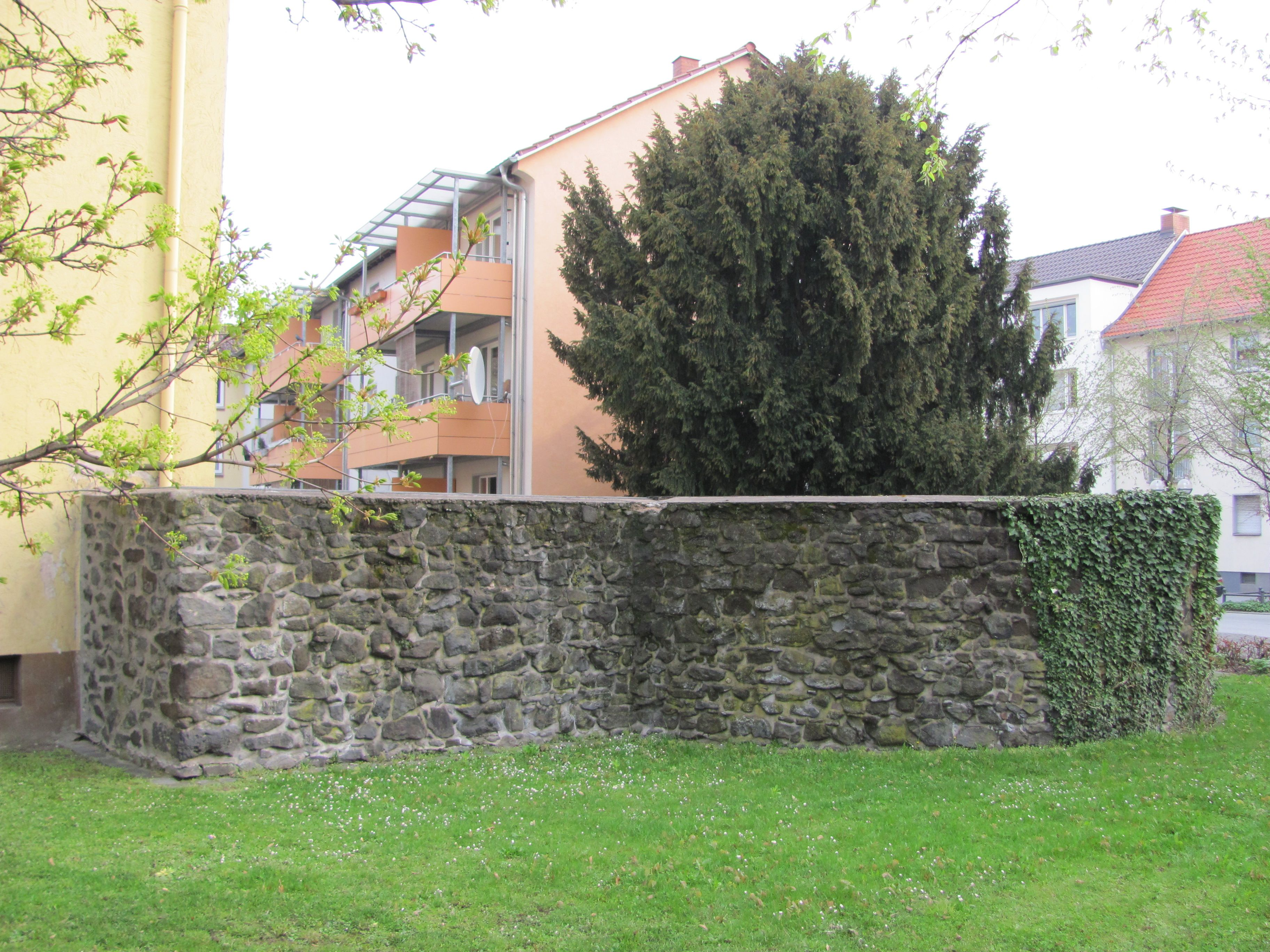
Südostecke der Altstadtbefestigung

Der Mauerring um die mittelalterliche Altstadt von Hanau bestand aus einer einfachen Mauer mit vorgelagertem Zwinger und Graben. Zusätzlich verstärkt wurde diese Mauer durch die zwei Tortürme und acht Wehrtürme, letztere waren meist als Schalenturm ausgeführt. Gegen den Uhrzeigersinn waren das:
- Wasserturm, Übergang zur Schlossbefestigung
- Rechteckiger Turm hinter der Erbsengasse. Er schützte den Mauerknick nach Süden.
- Turm südlich der Johanneskirche, abgerissen 1725
- Metzgertor (s. u.)
- Halbrunder Wehrturm am Knick der Stadtmauer nach Osten
- Kinztor (s. u.)
- Halbrunder Wehrturm nach Süden. Er lag nach den Zerstörungen im Zweiten Weltkrieg Richtung Nordstraße frei, wurde aber – einschließlich eines erheblichen Restes der dort ebenfalls noch stehenden Stadtmauer 1950 abgerissen.
- Runder, geschlossener Wehrturm an der Südostecke der Befestigung, auch als „Hexen-“ oder „Diebsturm“ bezeichnet. Ein Raum in diesem Turm diente 1605–1608 als provisorische Synagoge der neu gegründeten Jüdischen Gemeinde in Hanau.[37] Das Fundament des Turms ist erhalten und in die Gedenkstätte für die 1938 zerstörte, seit 1608 auf der gegenüber liegenden Seite der Nordstraße stehende Hanauer Synagoge einbezogen.
- Turm am Ende der Badergasse. 1709 bei Erweiterung des Ghettos abgerissen
- Turm zwischen Letzterem und Beginn der Schlossbefestigung
- Turm als Übergang zur Schlossbefestigung (fraglich)

Gebaut wurden Mauer und Türme aus Basaltbruchsteinen (Dolerit) aus den Steinbrüchen bei dem heutigen Wilhelmsbad. Sie war etwa 1,40 dick und 6–7 Meter hoch. Auf ihr verlief ein gedeckter Wehrgang. Dafür war die Mauerkrone an der Innenseite verbreitert, indem auf Kragsteine gemauerte Bogen aus Backsteinen aufgesetzt waren. Die Länge der Mauer betrug 800 Meter.
Vor der Mauer verlief in sechs Metern Entfernung eine Zwingermauer. Sie ist auf den frühesten Ansichten der Festung nicht zu erkennen, wurde jedoch 1951 bei Kanalarbeiten in der Badergasse nachgewiesen. Ausgrabungen 2001 im weiteren Verlauf der Nordstraße bestätigten das. Unklar bleibt die Höhe der etwa 85 cm dicken Mauer sowie die Frage, ob sie von Zinnen bekrönt wurde.
Diese erste mittelalterliche Stadtmauer hatte nur zwei Außentore: Das Metzgertor nach Westen, wo die Straße von Frankfurt ankam und das südliche Kinzdorfer Tor für die Verbindung zum Kinzdorf und für die Fernstraßen nach Osten. Vom Obergeschoss des ersten Hanauer Rathauses, dem sogenannten Spielhaus gegenüber dem heutigen Goldschmiedehaus, waren beide Tore einzusehen.

##### Kinzdorfer Tor
Das Kinzdorfer Tor (auch Kinztor) befand sich am südlichen Ende der Marktgasse. Es bestand aus einem Turm mit dem Durchlass für die Straße und einer vorgelagerten Brücke, in ihrem letzten Ausbauzustand eine steinerne Bogenbrücke. Seinen Namen hatte es nach der Siedlung Kinzdorf erhalten, einer späteren Wüstung, die südlich vor der mittelalterlichen Stadt Hanau lag und wo bis ins 15. Jahrhundert die für Hanau zuständige Pfarrkirche stand. Das Kinzdorfer Tor war ein viereckiger Torturm, der aus der Befestigungsmauer vorsprang. Er hatte eine gewölbte Tordurchfahrt. In neuerer Zeit beherbergte es auch eine Pförtnerwohnung. Mit Errichtung der Neustadt Hanau verlor das Tor seine fortifikatorische Funktion. Zuletzt wurde es als Gefängnis genutzt.
Im Zuge der Beseitigung der Festungsanlagen zwischen Alt- und Neustadt im Bereich des heutigen Freiheitsplatzes unter der Regierung des Erbprinzen Wilhelm (IX./I.) von Hessen-Kassel in den Jahren 1768–1779 wurde das Kinzdorfer Tor im Sommer 1769 abgerissen und der vorgelagerte Graben verfüllt.
Ein Teil dieser verschütteten Befunde konnte beim Bau der damaligen Bank für Gemeinwirtschaft an der Ecke Freiheitsplatz / Marktstraße, Südseite archäologisch beobachtet werden.

##### Metzgertor
Das Metzgertor, auch „Katzenturm“ genannt, war der Zugang zur mittelalterlichen Stadt von Westen. Es bestand aus einem Turm mit dem Durchlass für die Straße. Vor dem Tor bildete sich mindestens ab dem 15. Jahrhundert die Vorstadt. In einem runden Türmchen, Dachreiter des Turms, hing das Armsünderglöckchen. Der Turm erhielt 1510 eine „Uhr mit Zeiger“.
Nachdem die Hospitalvorstadt im 15. Jahrhundert in den Mauerring einbezogen wurde, verlor das Tor seine fortifikatorische Funktion weitgehend. Es wurde 1771 abgerissen.

#### Befestigung der Hospitalvorstadt: Spitaltor
Die erste Vorstadt zur mittelalterlichen Altstadt, der Bereich der heutigen Hospitalstraße, wurde zunächst durch eine einfache Mauer geschützt, erwähnt erstmals 1429. Das Tor in dieser Mauer, das den Weg nach Westen frei gab, war das (später so genannte) „innere“ Spitaltor. Es soll die Jahreszahl 1484 oder 1498 getragen haben. Davor entwickelte sich nun eine neue, zweite Vorstadt.

### Renaissance-Befestigung

#### Mauerring
Der neue Verteidigungsring, der im 16. Jahrhundert um Hanau gelegt wurde, umschloss die Hanauer Altstadt, die Hospitalvorstadt und das Hanauer Stadtschloss. Diese drei Elemente wurden nun von einem neuen Renaissance-Befestigungssystem umgeben. Ob dieses auf dem von Albrecht Dürer theoretisch konzipierten Modell beruhte, das hier dann erstmals auch tatsächlich gebaut worden wäre, ist umstritten. Die Arbeiten dauerten nahezu 20 Jahre. Gegen Süden wurde die neue Befestigung als flaches Halbrund gestaltet, das mit fünf Bastionen verstärkt wurde: Die beiden Eckbastionen wurden nahezu quadratisch gehalten, die drei mittleren als Halbrunde ausgeführt.
Gleichzeitig wurde an der Nordseite der Hanauer Befestigung auch das Schloss ausgebaut und neu befestigt, was bis etwa 1560 dauerte. Das neue Befestigungssystem ließ die mittelalterlichen Wehrbauten von Altstadt und Schloss weitgehend unberührt, so dass diese nun von einer doppelten Verteidigungsanlage umgeben waren.

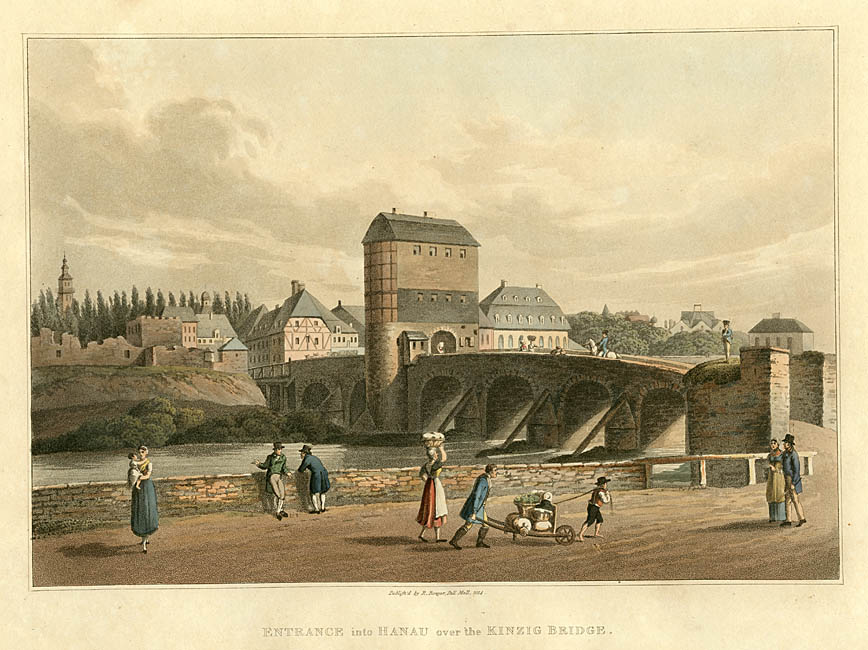
Entrance into Hanau over the Kinzig Bridge, Gemälde eines unbekannten englischen Malers von 1814 mit der Kinzigbrücke und dem Margarethenturm.

#### Neues Tor
Das Neue Tor, auch „Schützentor“ genannt, wurde, östlich versetzt zur Achse der aus dem Markttor tretenden Straße, 1531 als neuer südlicher Ausgang aus der Stadt unter der Regentschaft des Grafen Balthasar (1508–1534), der für den noch minderjährigen Grafen Philipp III. (1526–1561) regierte, errichtet. Graf Balthasar ließ am Neuen Tor Sandstein-Porträts sowohl von sich als auch seinem verstorbenen Bruder, Graf Philipp II., mit korrespondierenden Inschriften anbringen. Während der Arbeiten zur Anlage des Freiheitsplatzes in der Mitte des 18. Jahrhunderts wurde das neue Tor abgerissen und die Porträts und Inschriften zum Roten Tor transloziert. Beim Abbruch der Festungswälle wurden die Steine privat gerettet, gelangten 1875 in die Sammlung des Hanauer Geschichtsvereins und wurden im Zweiten Weltkrieg zerstört.

#### Zweites Hospitaltor
Gleich zu Beginn der Bauarbeiten für die Renaissance-Befestigung entstand 1528 das zweite, äußere, Hospitaltor, noch zu Lebzeiten des Grafen Philipp II. Es sicherte die „Vorstadt“ nach außen und wurde durch ein 1634 angelegtes Hornwerk zusätzlich gesichert. Das Tor hatte einen viereckigen Turm und eine gewölbte Durchfahrt.
Das Hospitaltor wurde Anfang des 19. Jahrhunderts abgerissen, entweder während der Schleifung der Festungsanlagen in napoleonischer Zeit oder 1816/1817, weil es sich als Verkehrshindernis erwies.

#### Kinzigbrücke und Margarethenturm
1556–1559 wurde, dem Hospitaltor vorgelagert, eine neue, steinerne Bogenbrücke über die Kinzig, errichtet, nachdem der hölzerne Vorgängerbau einem Hochwasser zum Opfer gefallen war.
Zu Anfang des Dreißigjährigen Krieges, 1615, wurde die Verteidigung der Kinzigbrücke mit einem eigenen Turm, dem Margarethenturm, verstärkt. 1813, während der Schlacht bei Hanau wurde die Vorstadt von den Franzosen in Brand geschossen. Eine Ansicht der Szene zeigt die Kinzigbrücke noch mit Margarethenturm. Bis 1829 wurde er noch als Gefängnis genutzt, dann abgebrochen.

### Festungsring der Neustadt Hanau

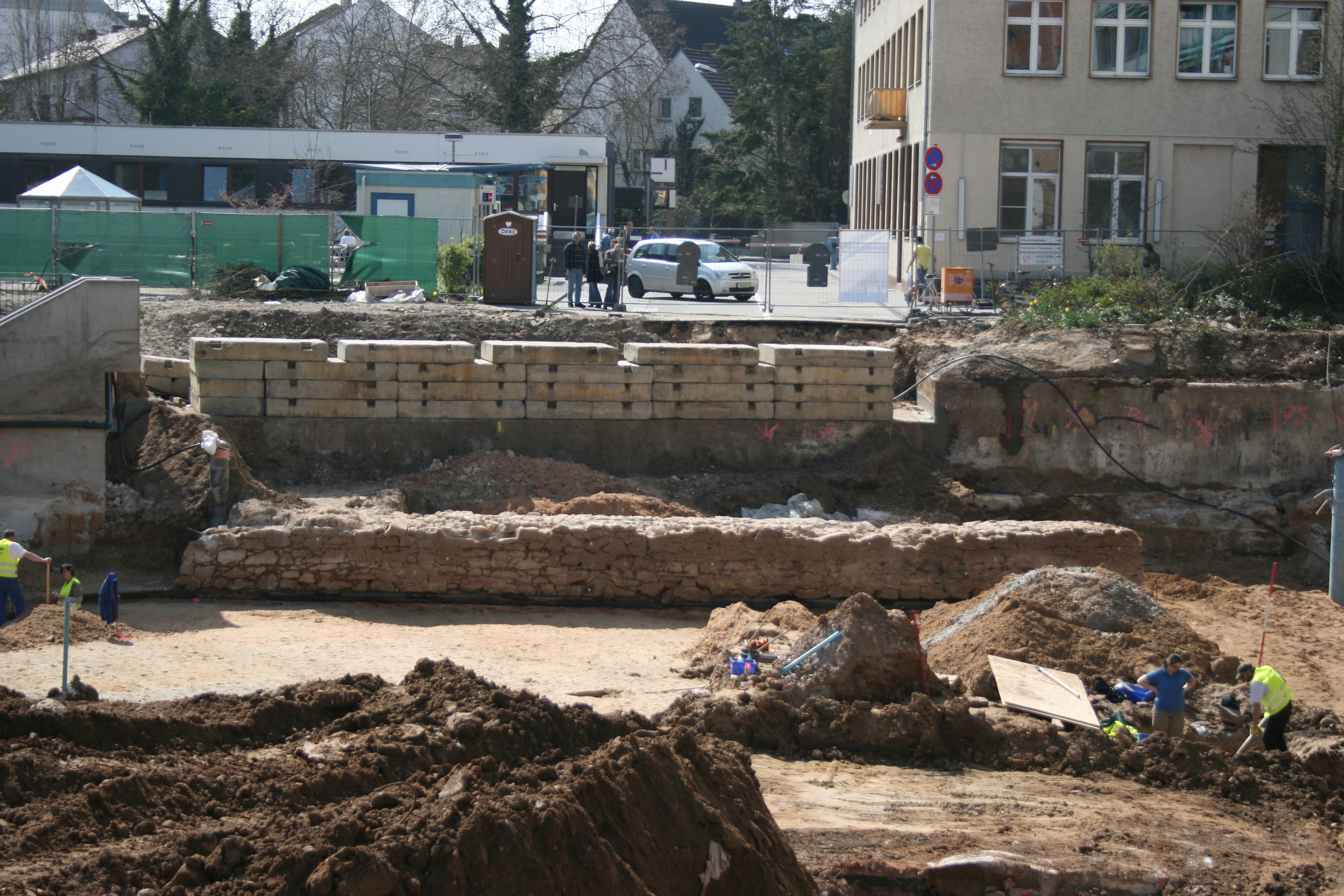
Teil der Hanauer Stadtbefestigung, freigelegt im April 2009 in einer Baugrube am Stadtkrankenhaus Hanau.

#### Wall
Dem Wall der Neustadt vorgelagert war ein Wassergraben, der durch die Kinzig gespeist wurde und dem erst im Dreißigjährigen Krieg ein Contrescarpe vorgelegt wurde. Der darauf folgende Wall war an der Außenseite aufgemauert und hatte vorgelagert zwischen Wasser und Mauer einen schmalen Weg, der von den vorspringenden Torgebäuden aus zugänglich war. Der Wall war von einer Brustwehr bekrönt und zur Stadtseite hin durch Faschinen oder Flechtwerk gefasst. Nach dem ersten Entwurf sollten die Innenseiten des Walls von Straßen begleitet werden, die lediglich an der der Stadt zugewandten Seite bebaut waren. Darauf wurde dann aber verzichtet, die Straßen beidseitig bebaut und zwischen Häusern und Wall Gärten angelegt.
Entsprechend dem Grundriss der Neustadt bestand die Befestigung aus fünf Segmenten eines regelmäßigen achtzackigen Sterns. In die verbleibenden drei Zacken schob sich die südliche, ältere Befestigung der Altstadt hinein, gegenüber der die Neustadt ohne eigene Befestigung blieb. Dem Bau der neuen Festung wurde das damals sehr neue Tenaillensystem zu Grunde gelegt. Ungeklärt ist, ob das aus Kostengründen geschah – Kurtinen mit vorgelegten Bastionen wären teurer gewesen – oder weil mit diesem unaufwändigeren Bauen die Gegner des Projekts, die Freie Reichsstadt Frankfurt und das Erzbistum Mainz beruhigt werden sollten. Die so entstandene Festung galt zwar als sehr modern. Ein großer Mangel waren aber die fehlenden Außenwerke. Diese zu ergänzen, war die erste Maßnahme, nachdem die Schweden die Stadt am 1. November 1631 besetzt hatten. Insbesondere vor die nach innen eingeknickten Abschnitte der Tenaillen wurden nun solche Vorwerke gesetzt, insgesamt sieben, besonders große am Kanaltor und an Hospitaltor und vorgelagerter Kinzigbrücke.

#### Mühltor
Das Mühltor wurde nach 1609 erbaut, aber schon im Dreißigjährigen Krieg wieder geschlossen und die zugehörige Brücke abgebrochen – wann genau und endgültig steht nicht fest. Bei der Schleifung der Festungsanlagen in napoleonischer Zeit wurde das Tor abgerissen.

#### Nürnberger Tor
Das Nürnberger Tor wurde in den Jahren 1600 bis 1605 errichtet, die vorgelagerte Brücke war bereits 1604 fertiggestellt. Ein schweres Hochwasser beschädigte das Tor und zerstörte die Brücke, die in den Jahren 1615/1616 neu errichtet werden mussten. Im Dreißigjährigen Krieg wurde das Tor nachträglich noch mit einer Lünette versehen. Während der Schleifung der Festungsanlagen in napoleonischer Zeit wurde es abgerissen.
An gleicher Stelle wurde 1820 eine neue Toranlage in klassizistischem Stil errichtet. Sie bestand aus zwei sich gegenüber liegenden Pavillons, die Straße konnte mit einem dazwischen liegenden Gittertor gesperrt werden. Das diente dem Zoll, hatte aber keine Verteidigungsfunktion mehr. Eines der Wachhäuschen beherbergte die Mitarbeiter der Behörde, die hier Akzise erhob.
Zunächst verschwand mit zunehmendem Verkehr 1867 das Gittertor, die beiden Pavillons blieben stehen. Der südliche beherbergte seit 1935 ein Ehrenmal für die Gefallenen des Ersten Weltkriegs. Die Luftangriffe des Zweiten Weltkriegs überstand nur dieser Pavillon. Als in diesem Bereich um 1980 das „Brüder-Grimm-Center“, ein Einkaufszentrum, errichtet wurde, wurde 1981/82 der Pavillon auf die Nordseite der Straße versetzt. Er beherbergt heute eine Vorverkaufsstelle der Volksbühne Hanau für Theaterkarten.

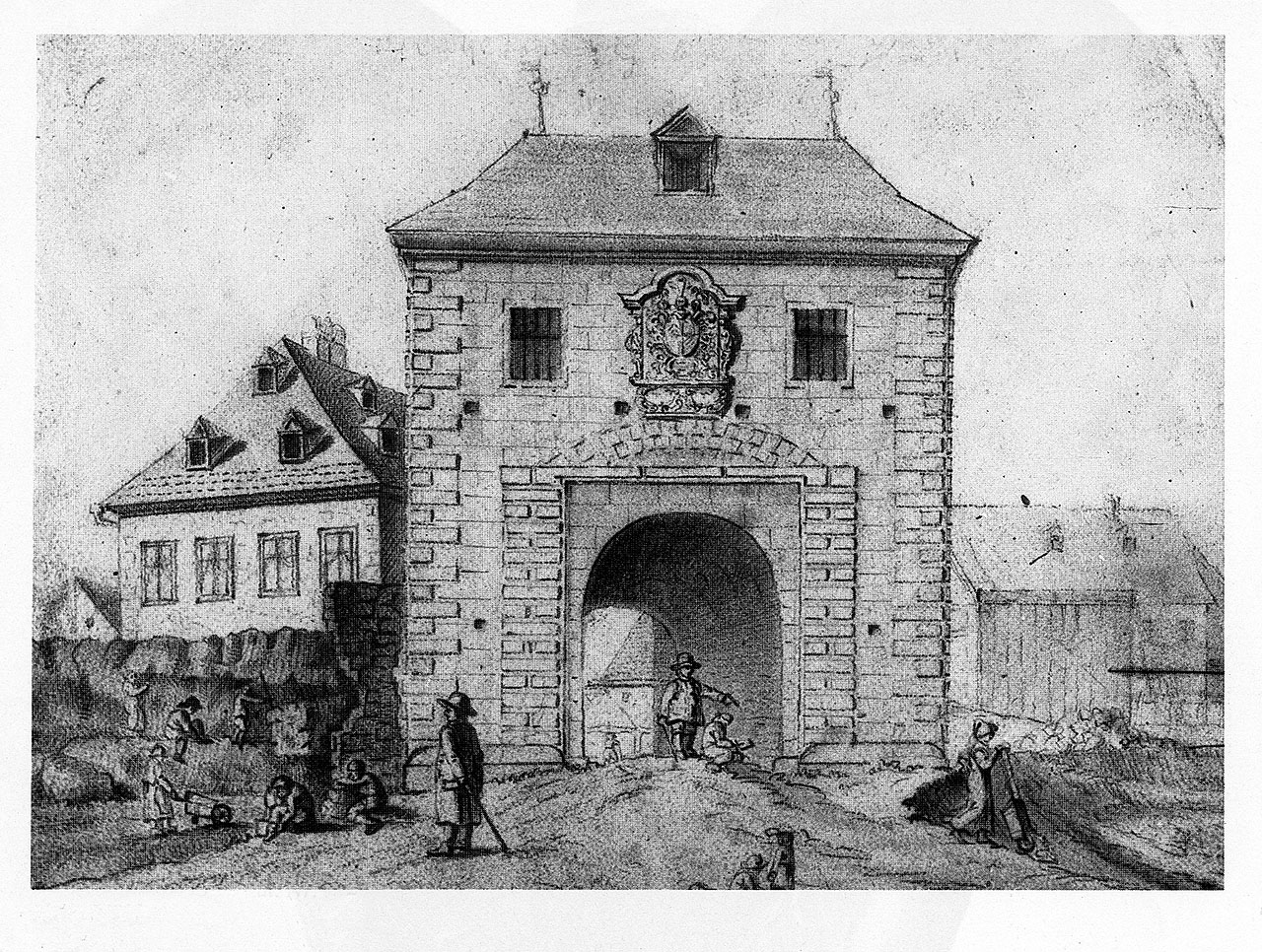
Mühltor auf einer Zeichnung von Conrad Westermayr 1804.
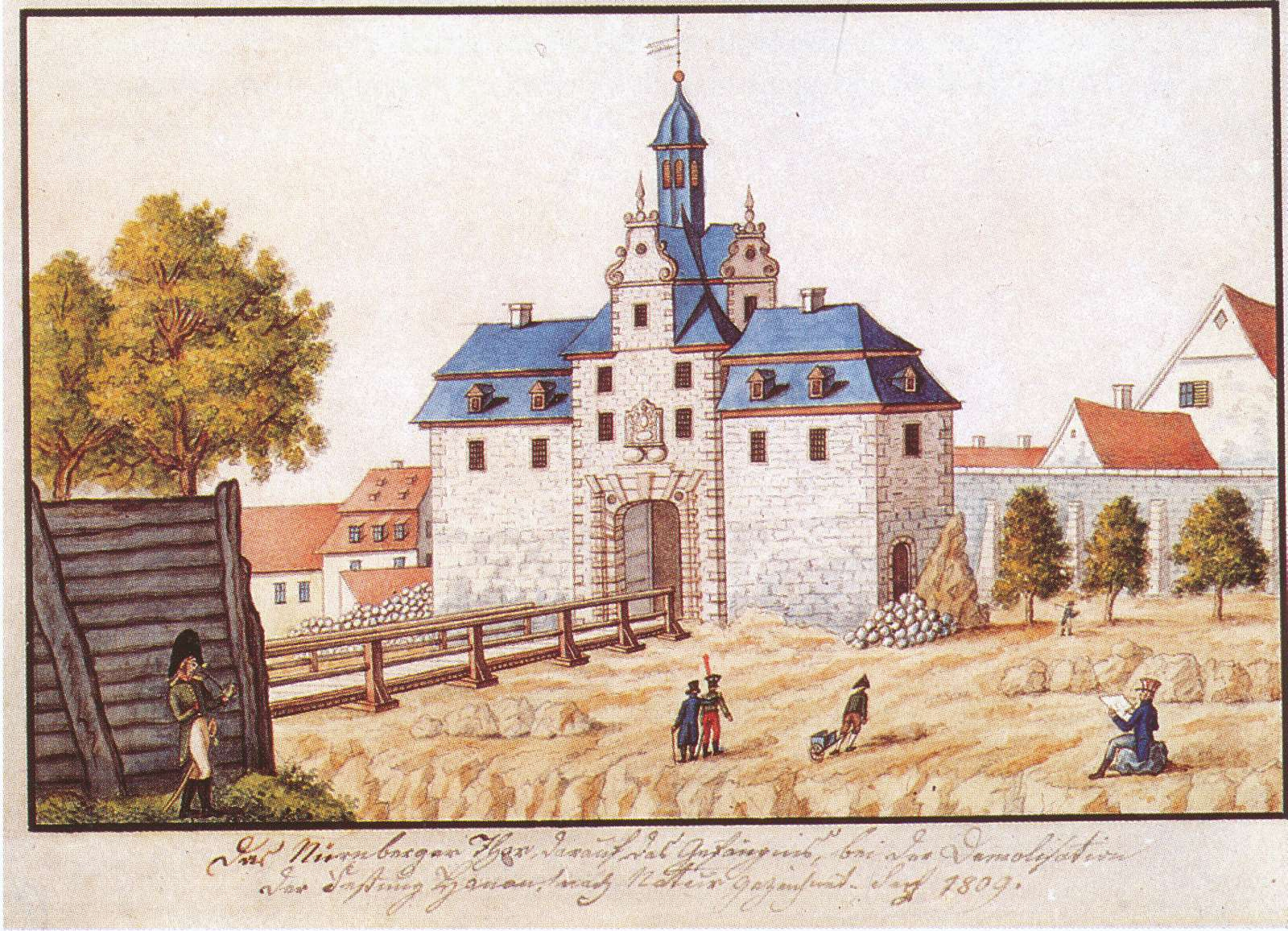
Nürnberger Tor (Renaissance-Anlage) während der Abbrucharbeiten 1806/1807.
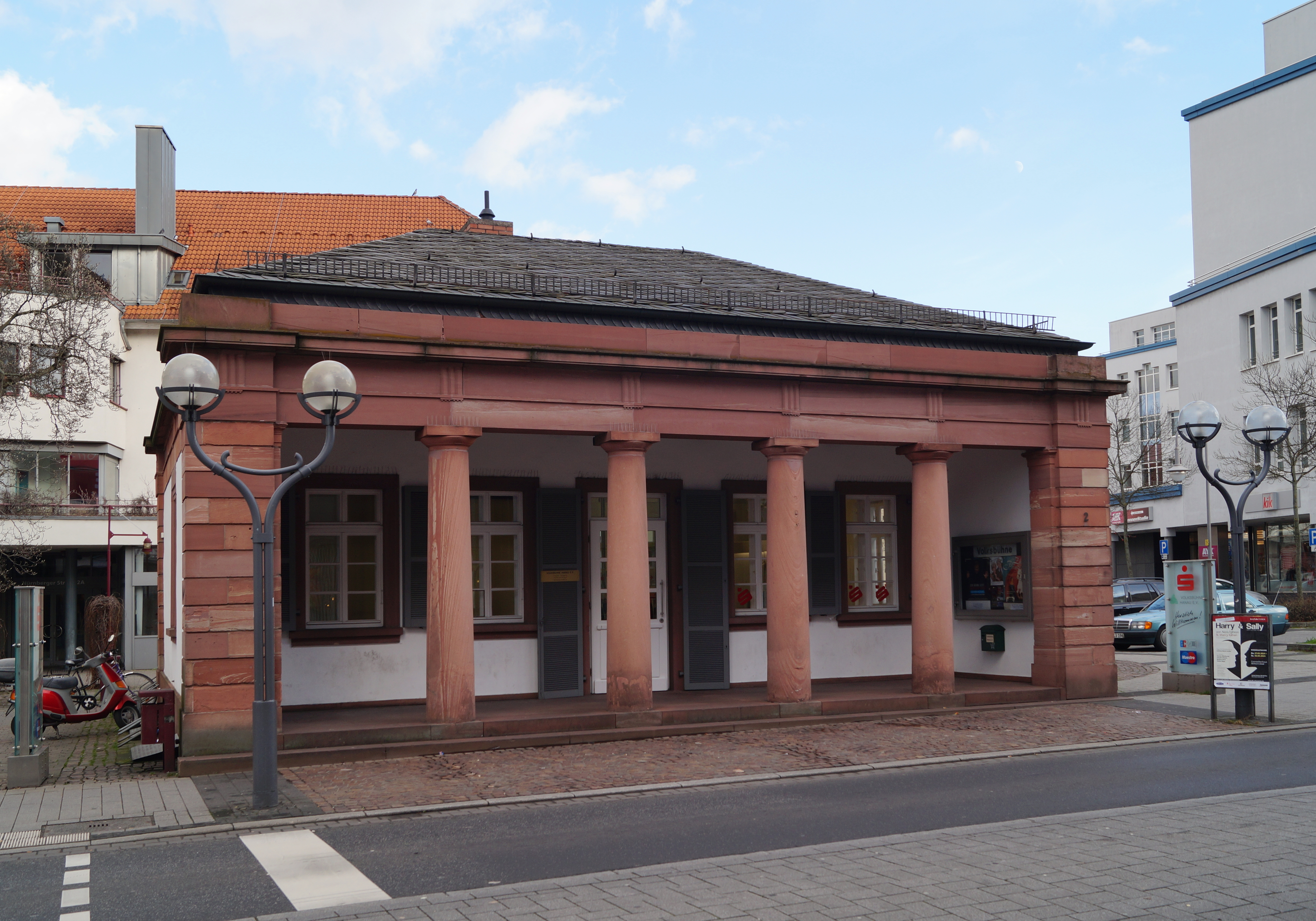
Nürnberger Tor: Auf die Nordseite versetzter Südpavillon der klassizistischen Anlage.
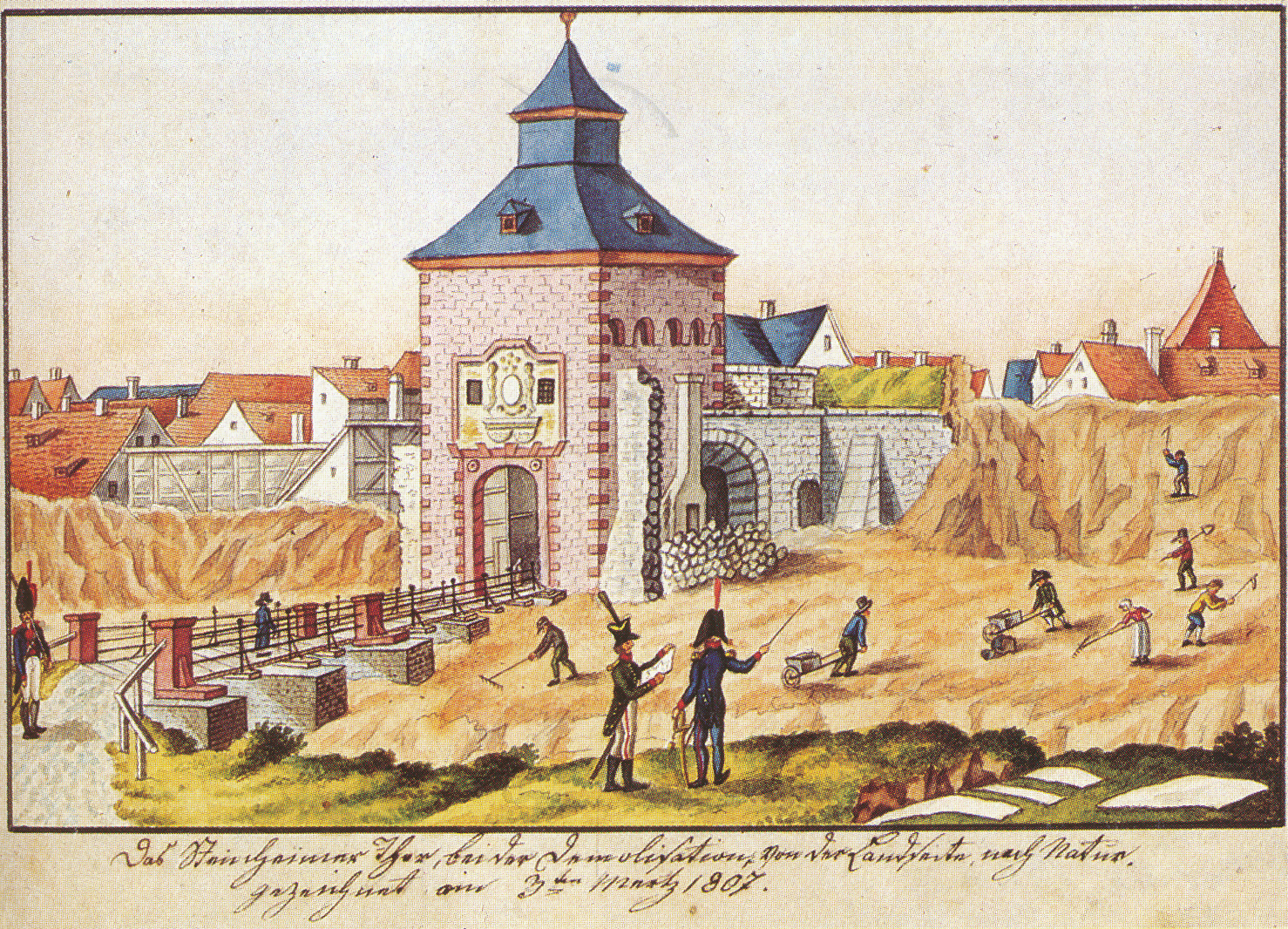
Das Steinheimer Tor während des Abbruchs 1806 (Conrad Westermayr).

#### Steinheimer Tor
Der Bau des Steinheimer Tors wurde im Jahr 1600 begonnen, 1601 der Torturm fertiggestellt und dort eine Glocke aufgehängt. 1619, während des Dreißigjährigen Krieges, wurde das Tor geschlossen und die zugehörige, vorgelagerte Brücke abgebrochen. Es blieb bis zum Jahr 1776 geschlossen. 1827 wurde das Tor abgerissen.

#### Kanaltor
Der Bau des Kanaltors begann 1609. Das Kanaltor war ein doppelter Durchlass durch den Wall. Zum einen entstand für den Straßenverkehr ein gewöhnliches Tor mit Torturm und Durchlass, unmittelbar südlich davon aber ein weiterer Durchlass durch den Wall, der als wasserführender Graben gestaltet war, die Zufahrt zu dem innerhalb der Befestigung geplanten Hafen. Das Tor wurde 1611, der Hafen 1617 fertiggestellt. Im Dreißigjährigen Krieg wurde das Kanaltor mit einem Hornwerk verstärkt. Es erwies sich aber, dass das Hafenbecken und der Kanal versandeten. Am Ende des Krieges war das Hafenbecken verschlammt und wurde aufgegeben.
Ein Plan von 1684 zeigt, dass das Hafenbecken und der Kanal zwischen Becken und Wallgraben verfüllt sind. Das Kanaltor war verkehrlich nun nahezu bedeutungslos: Es führte ins Nichts. Erst als die Philippsruher Allee Anfang des 18. Jahrhunderts errichtet wurde, gewann das Tor wieder an Bedeutung. Während die Wallanlagen um die Neustadt im Winter 1806/1807 weitgehend geschleift wurden, wurde das Kanaltor erst 1829 abgerissen.

#### Frankfurter Tor
Das erste Frankfurter Tor wurde 1601–1607 errichtet, wobei es während der Bauzeit nach einem Hochwasser zunächst teilweise wieder einstürzte. 1722 – nicht zuletzt weil es das repräsentative Portal auf dem Weg von und zur Wahl- und Krönungsstadt der deutschen Kaiser war – ließ Graf Johann Reinhard III. es repräsentativ neu errichten. Architekt war Christian Ludwig Hermann. Es trägt die Wappen des damals regierenden Grafen Johann Reinhard III. und seiner Frau Dorothea Friederike von Brandenburg-Ansbach. Zur Erbauungszeit war von den drei Bögen stadtauswärts nur der mittlere geöffnet, zur Stadtseite hin aber alle drei. Die Öffnung der beiden äußeren Bögen stadtauswärts erfolgte nachträglich, vielleicht 1833, als die vorgelagerte Holzbrücke durch eine breitere Steinbrücke ersetzt wurde. In dem Tor war zeitweilig die Münze der Grafschaft Hanau untergebracht.
Das Frankfurter Tor ist das einzige Tor, das bis heute erhalten ist. Erhaltene barocke Stadttore sind relativ selten. In napoleonischer Zeit entging es dem Abriss, weil sich darin Wohnungen befanden. 1945 wurde das Frankfurter Tor bis auf die Umfassungsmauern und das Gewölbe der Durchgangspassagen zerstört. Der Wiederaufbau erfolgte 1953–1955 durch den Stadtbaumeister Schalin und den Miltenberger Ingenieur Lotz. Seit den 1980er Jahren wird das Obergeschoss für Schulungsräume des benachbarten St. Vinzenz-Krankenhauses genutzt. Das Bauwerk war ursprünglich steinsichtig und wurde erst nach dem Wiederaufbau verputzt. Erhalten blieb auch ein südwestlich anschließender kurzer Abschnitt der Neustadtbefestigung.

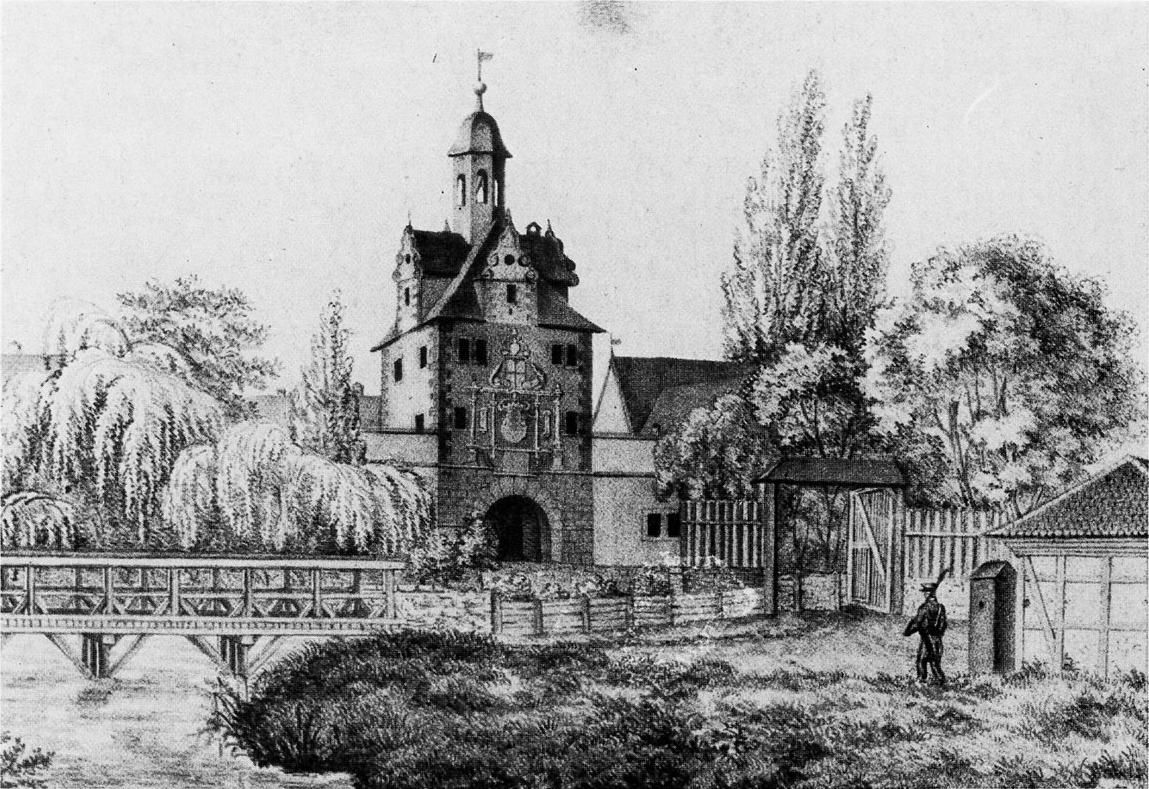
Das Kanaltor von der Innenseite auf einer Zeichnung von Carl Wilhelm Woerishoffer vor 1829. Links im Bild der Rest des ehemaligen Hafenkanals mit überquerender Brücke.
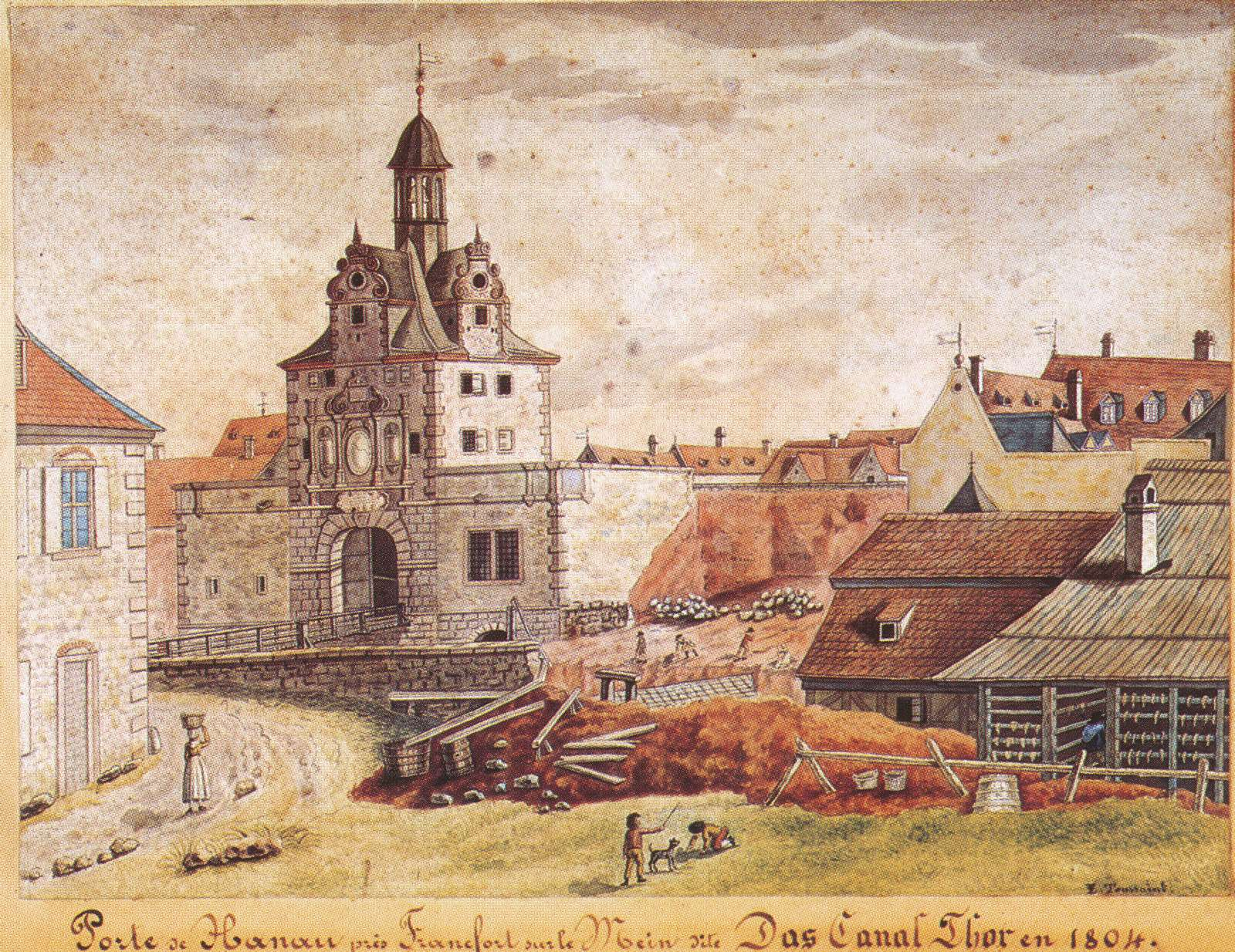
Das Kanaltor von der Außenseite auf einer Zeichnung von E. Toussaint.
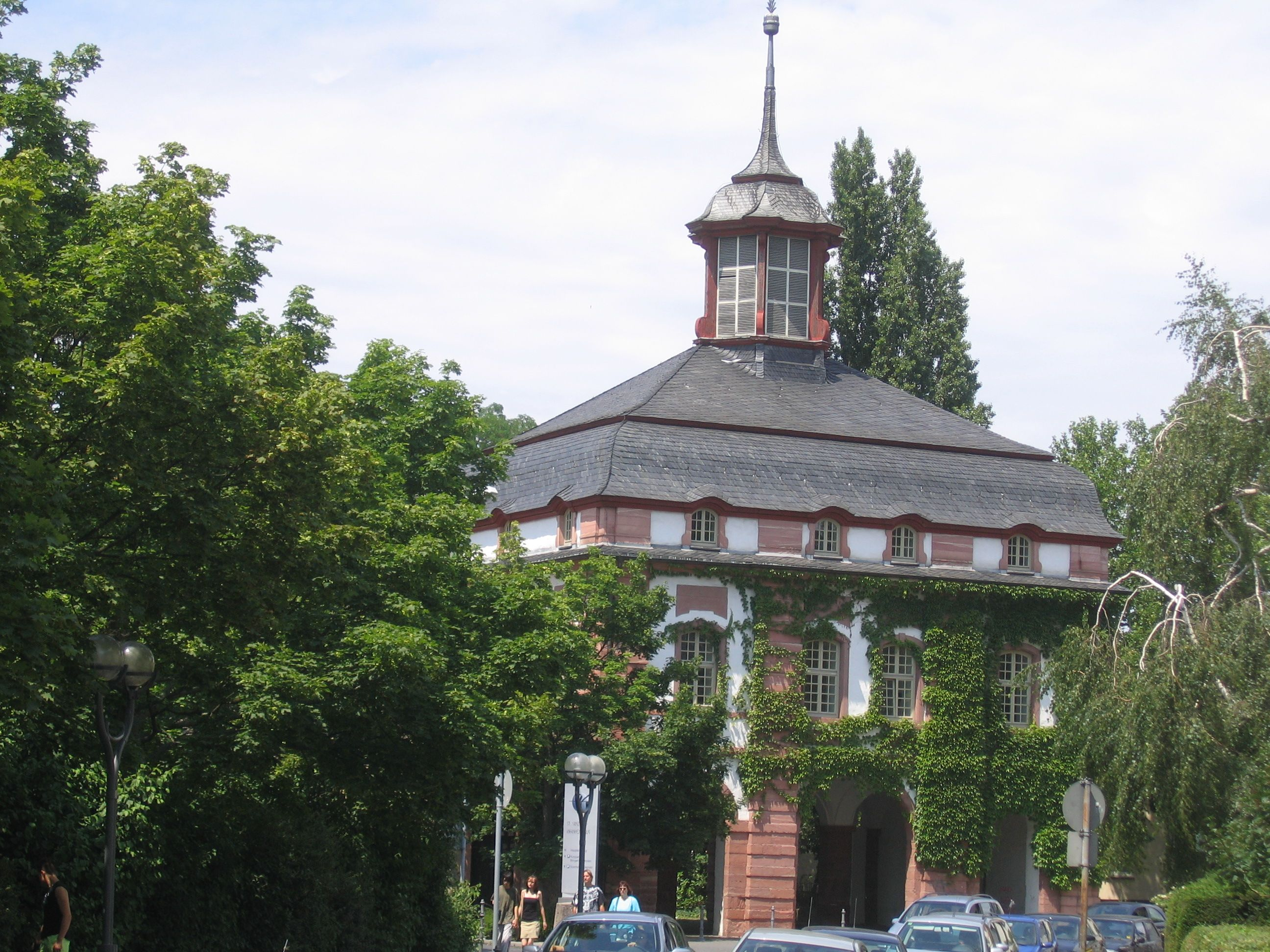
Frankfurter Tor.
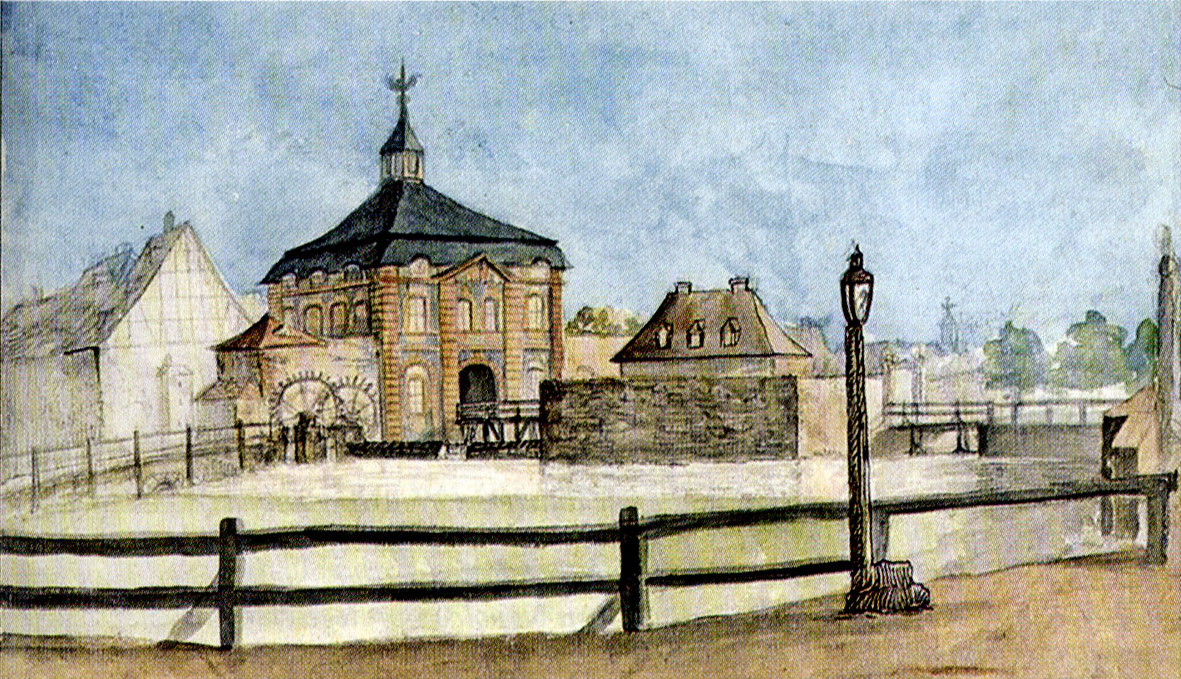
Das Frankfurter Tor 1809, noch erkennbar die Wassergräben. Aquarellzeichnung von Bernhard Hundeshagen.

#### Barocke Ergänzung der Altstadtbefestigung: Rotes Tor
Das Rote Tor, auch „Walltor“ oder „Rotes Haus Tor“ genannt, war der „Hinterausgang“ der Stadt, verkehrstechnisch von untergeordneter Bedeutung. Es führte zu den Mühlen an der Kinzig, zum Jüdischen Friedhof und nach Rückingen. Es wurde 1535 begonnen, aber erst 1615 fertig gestellt. Vom ursprünglichen Aussehen des Roten Tors ist nichts bekannt. Die einzige Abbildung, die es gibt, zeigt es in einem stark veränderten Zustand des 18. Jahrhunderts und schon während des Abbruchs. Das Rote Tor wurde während der Schleifung der Festungsanlagen in napoleonischer Zeit abgerissen.

## Bauliche Reste

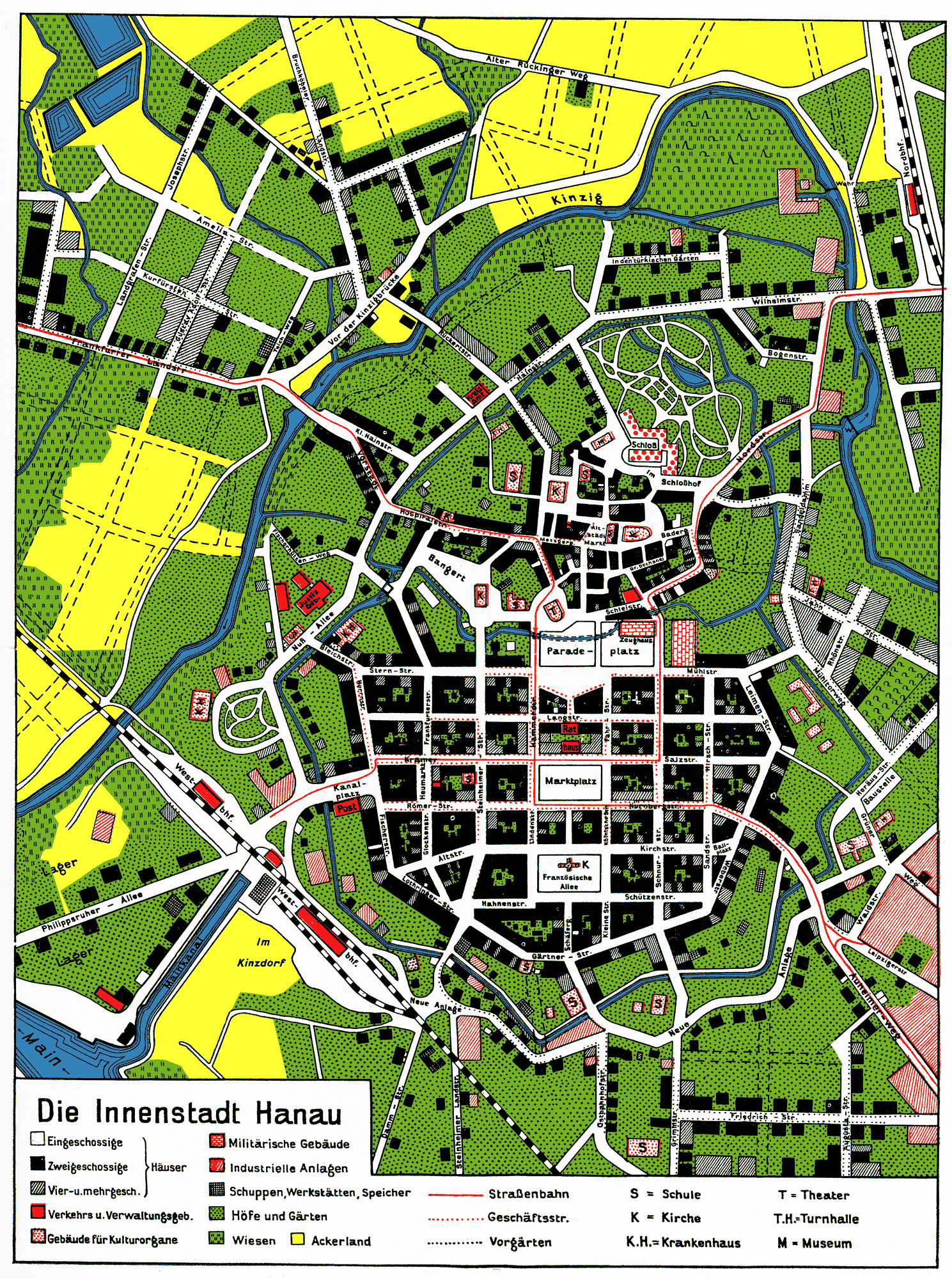
Auf einem Plan von 1932 sind noch gut die zahlreichen Stadtgräben zu erkennen, die nach dem Zweiten Weltkrieg fast vollständig zugeschüttet wurden.

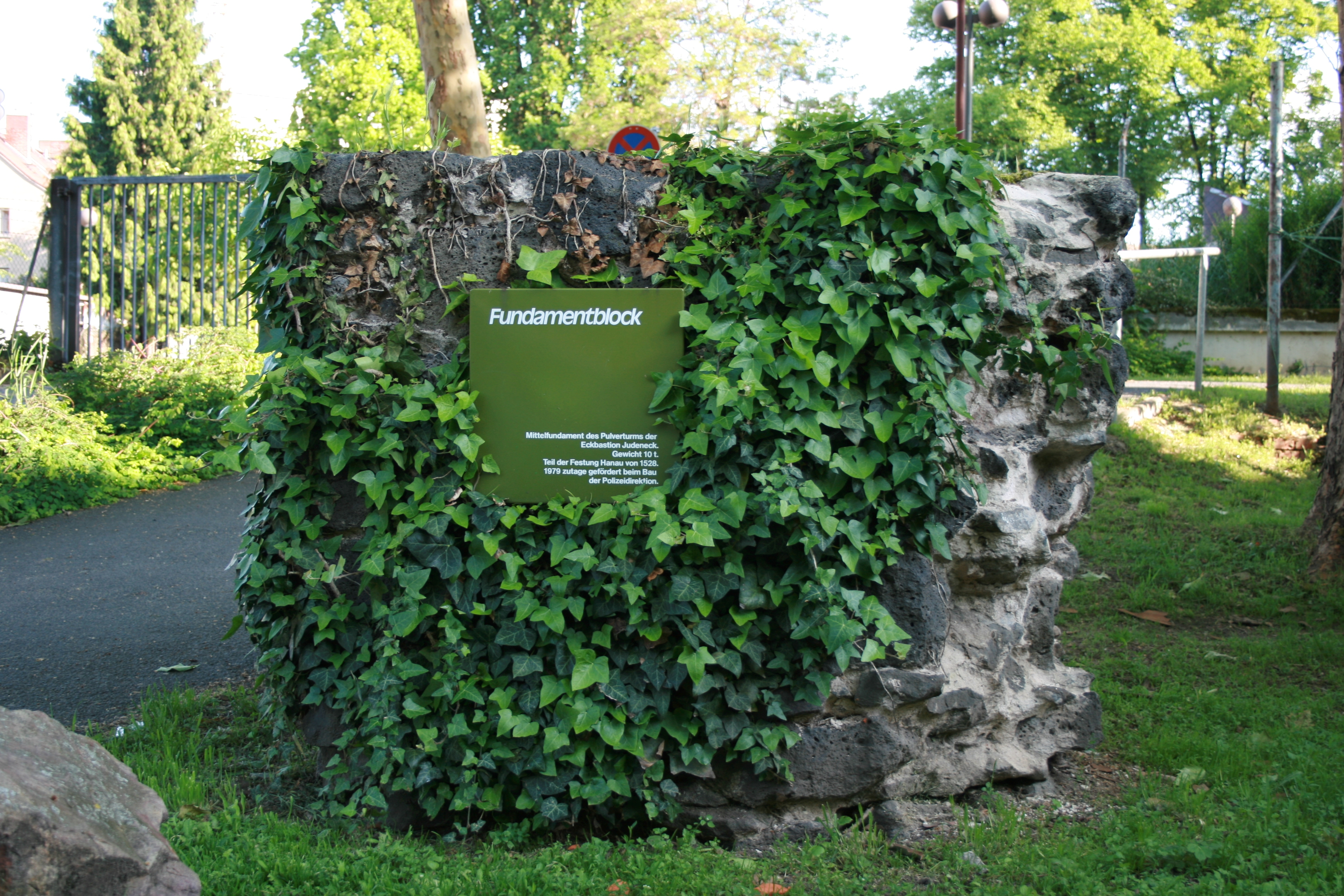
Fundamentblock eines Pulverturms zwischen Main-Kinzig-Halle und der Polizeidirektion; entdeckt 1978 beim Bau der Tiefgarage unter dem Direktionsgebäude.

### Altstadtbefestigung
Erhalten sind:
- Wasserturm am Kanzleigebäude (Stadtbibliothek) ⊙
- Mauerabschnitt an der Westseite der Alten Johanneskirche ⊙
- Mauerabschnitt im Schlenkergässchen (Westseite, mit Teilen des Wehrgangs) ⊙
- Mauerabschnitt an der Rückseite des ehemaligen Kinos „Central Theater“, erreichbar von der Marktstraße ⊙
- Fundament des Wehrturms an der Südostecke der Befestigung. Das Fundament ist erhalten und in die Gedenkstätte für die zerstörte, ehemals auf der gegenüber liegenden Seite der Nordstraße stehenden Hanauer Synagoge einbezogen. ⊙

### Renaissance-Befestigung
- Ghetto-Mauer am Fußweg zwischen ehemaliger Judengasse (heute: Nordstraße) und Behördenhaus. Bauzeit und ursprüngliche Funktion dieser Mauer sind nicht geklärt. Eventuell handelt es sich um den letzten Rest der Renaissance-Befestigung.[72] ⊙
- Ein 10 t schwerer Fundamentblock wurde 1979 beim Bau des Polizeipräsidiums freigelegt. Er gehörte zum Pulverturm der Bastion am Judenviertel und wurde an den Parkplatz Sandeldamm versetzt, wo er sich heute in der Verlängerung der Ghettomauer befindet. ⊙

### Neustädter Befestigung
- Frankfurter Tor mit kurzem Abschnitt der Befestigung ⊙
- Auf die Nordseite versetzter Südpavillon des Nürnberger Tors, Nürnberger Straße/Kurt-Blaum-Platz ⊙
- Folgende Straßen zeichnen den Verlauf des Graben-Wall-Systems der Neustadt im Hanauer Stadtgrundriss noch heute nach: Mühltorweg, südlicher Abschnitt der Julius-Leber-Straße, nördlicher Abschnitt von Grüner Weg, Heraeusstraße, Kurt-Plaum-Platz, Friedrich-Ebert-Anlage. Am Steinheimer Tor. Kanaltorplatz, Nussallee.

### Sonstiges
- Ehemaliger Übergang der Heinrich-Bott-Straße über den Stadtgraben (Brückengeländer) ⊙
- Isoliert stehende Brücke über den ehemaligen Stadtgraben an der Nussallee 16 (Kinderhort der Marienkirchengemeinde) ⊙